# Schwarzenberg (fränkisch-böhmisches Adelsgeschlecht)
Schwarzenberg (im tschechischen Sprachgebrauch Schwarzenbergové (pl.), früher auch Švarcenberkové) ist der Name eines aus Seinsheim in Franken stammenden Uradelsgeschlechts, das der Familie von Seinsheim entstammt und sich nach dem 1405 erworbenen Schloss Schwarzenberg im Steigerwald benannte, welches sich noch im Familienbesitz befindet.
Seit dem 15. Jahrhundert erwarb die Familie Güter in Böhmen, wo sie bis 1946 zu den größten Grundbesitzern gehörte. Ferner erbte sie Ländereien in Österreich sowie in Süd- und Westdeutschland. Die Familie stellte viele einflussreiche Staatsmänner am kaiserlichen Hof der Habsburger in Wien, stieg 1599 zu Reichsgrafen und 1670 zu Reichsfürsten auf und zählt daher zum Hochadel. Sie ist bis heute in Böhmen und Österreich ansässig.
Ein freiherrlicher Zweig wanderte im 16. Jahrhundert von Franken in die Niederlande aus, wo er in den dortigen Adel aufgenommen wurde und ebenfalls bis heute existiert.

## Historischer Überblick
Das Geschlecht der Seinsheimer sah in dem 917 hingerichteten Alemannen-Fürsten Erchanger seinen Urahn und in dessen Sohn Conrad seinen Namensgeber. 1243 erschien Schloss Stephansberg als Eigentum des Apollonius d. Ä. von Seinsheim. Sein Sohn Hildebrand († 1386) gilt als Stammvater des Hauses Schwarzenberg, da sich nach ihm und seinem Bruder die Stammlinie in eine ältere oder Stephansberger Linie und in eine jüngere oder Seinsheimsche Linie aufteilte.
Der Enkel Hildebrands, Erkinger I. von Seinsheim, Freiherr von Schwarzenberg, erwarb 1405 die fränkische Herrschaft Schwarzenberg mit der Burg Schwarzenberg und 1435 die Burg Hohenlandsberg, beide im Steigerwald. 1422 verpfändete ihm König Sigismund das Gut Libenice mit dem Bergflecken Grunta. Er führte den Titel Freiherr zu Schwarzenberg und Hohenlandsberg. Damals besaß die Familie auch bereits einige Höfe in Böhmen. 1550 kam Wilhelm zu Schwarzenberg durch Heirat in den Besitz der Herrschaft Gimborn im Bergischen Land. 1599 wurden die Schwarzenberger mit Adolf von Schwarzenberg zu Reichsgrafen erhoben und 1670 mit Johann Adolf von Schwarzenberg zu Reichsfürsten.

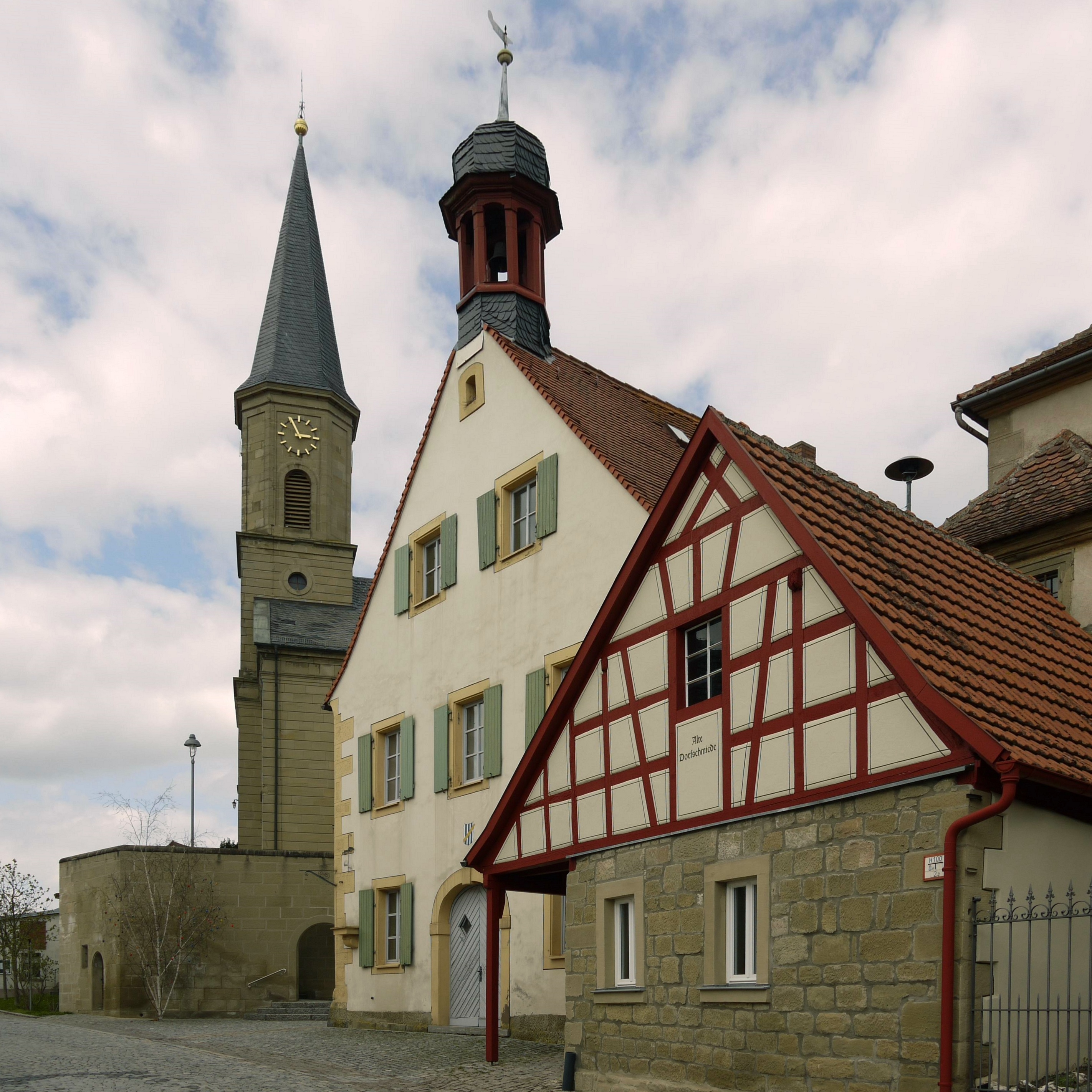
Seinsheim
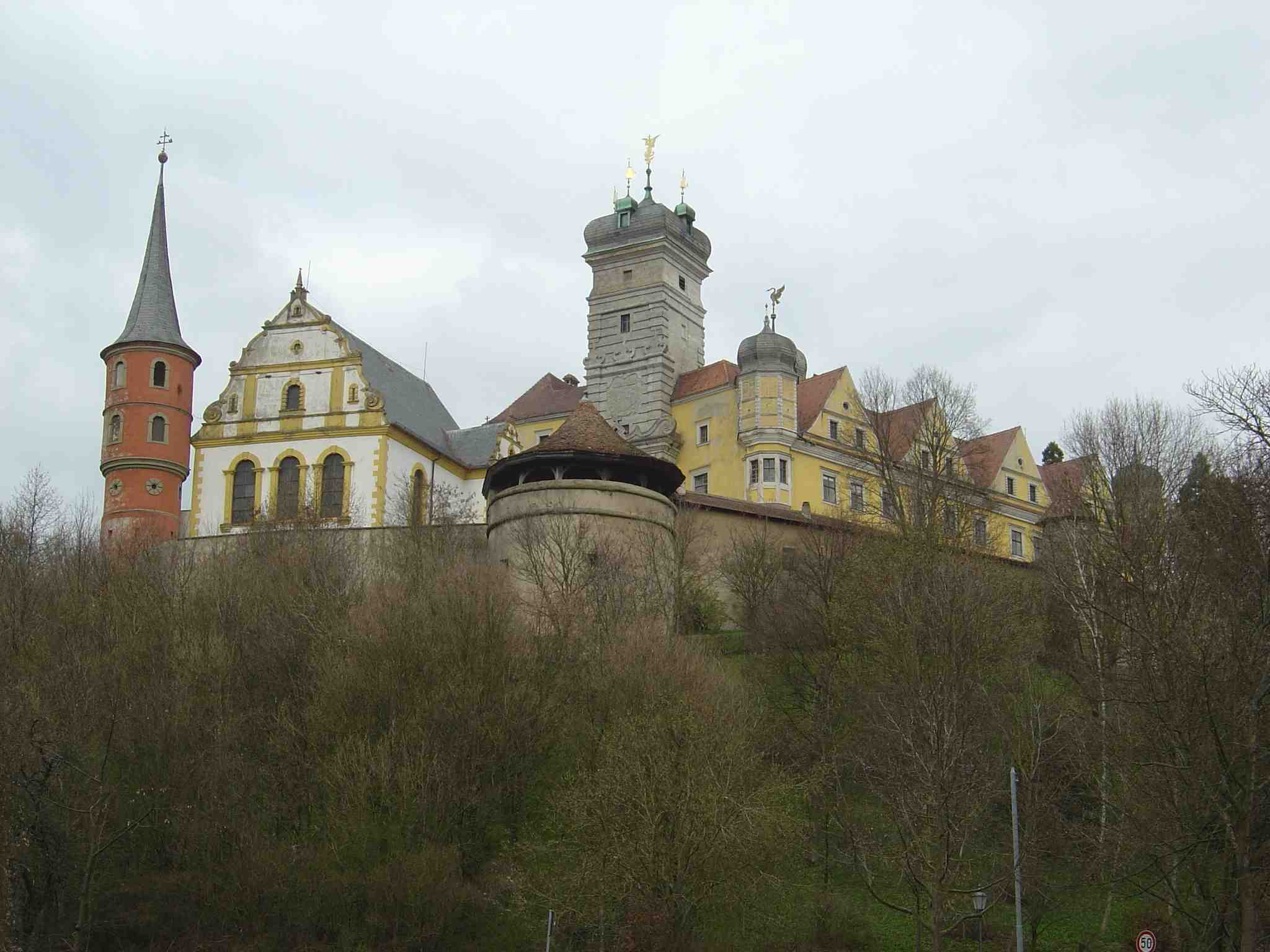
Schloss Schwarzenberg, Franken
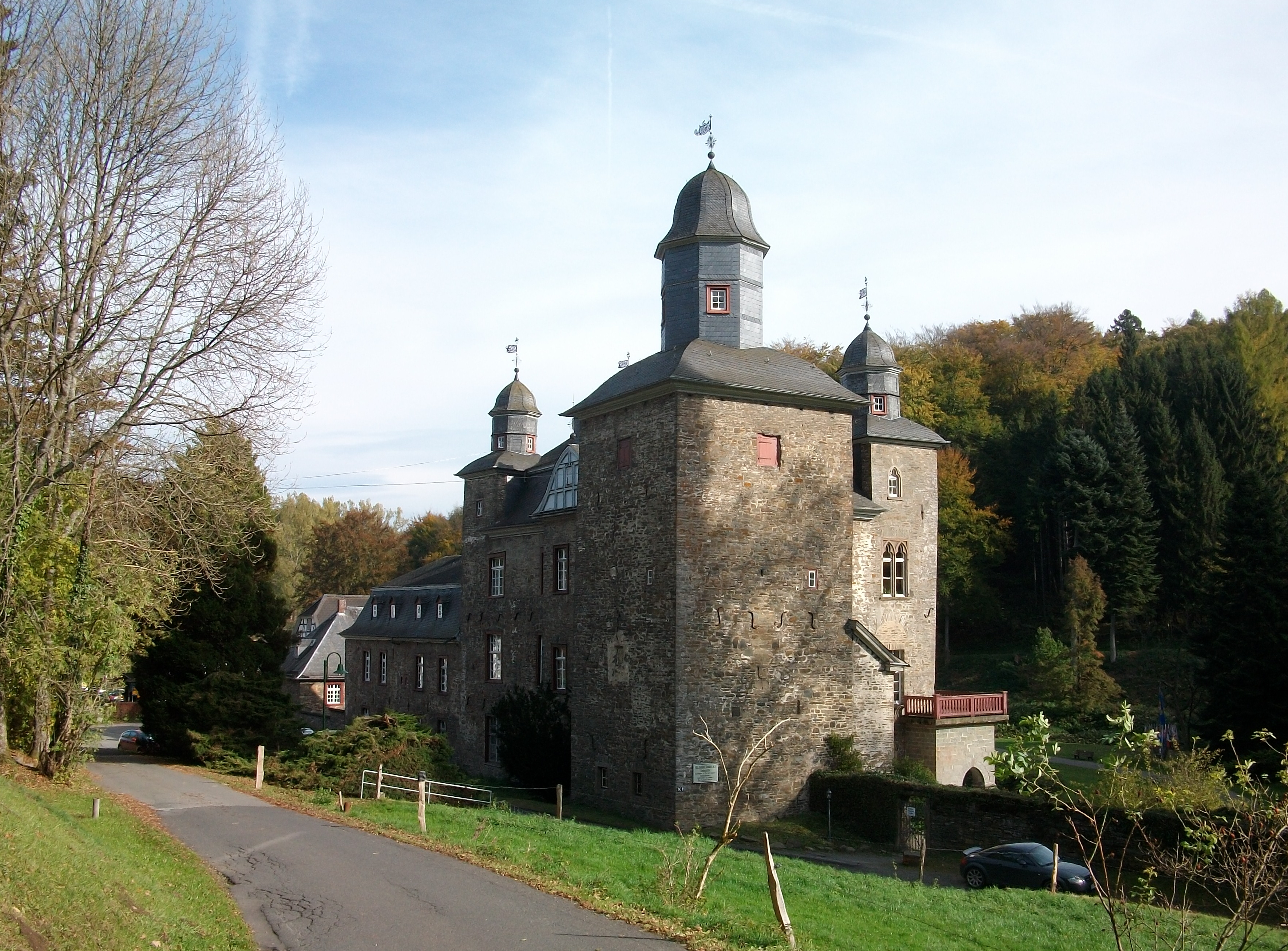
Schloss Gimborn, Bergisches Land

Aufgrund der Eheschließung (anstelle einer Adoption) mit der wesentlich älteren Anna Neumann von Wasserleonburg erbte deren Witwer Georg Ludwig Reichsgraf von Schwarzenberg im Jahre 1623 das Schloss Obermurau in der Steiermark mit Forstbesitz von rund 18.000 ha, welches sich noch im Familienbesitz befindet; dazu gehört auch die Burgruine Frauenburg.
In den 1670er Jahren ließen sich die Schwarzenberger in Böhmen nieder, ab 1698 gehörte ihnen dort Schloss Vimperk. Nach dem Aussterben der Grafen von Sulz im Jahr 1687 kam der 1698 zur gefürsteten Landgrafschaft erhobene Klettgau (damals Kleggau) mit dem Erbhofrichteramt Rottweil über die Heirat von Maria Anna von Sulz mit Ferdinand von Schwarzenberg an das Haus Schwarzenberg. Die Schwarzenberger sind seither auch Grafen von Sulz und Landgrafen im Klettgau. Der Verwaltungssitz der Herrschaft Schwarzenberg im Klettgau war das Schloss Tiengen. Der Besitz des Klettgaus war jedoch umkämpft: Bereits 1488 hatte Zürich die Grafen von Sulz in sein Burgrecht aufgenommen und damit Rechtsansprüche auf die Oberherrschaft in der gesamten Region erhoben. Die Schwarzenbergs schlossen mit Zürich einen Beistandspakt gegen den damals gemeinsamen Feind Schaffhausen, durch den die fränkisch-böhmischen Fürsten das Zürcher Bürgerrecht der Sulzer Grafen bestätigt bekamen. Zürich sicherte sich damit endgültig das Kerngebiet des damaligen Kleggaus, das Rafzerfeld. Das Zürcher Burgerrecht und dadurch die eidgenössische Staatsangehörigkeit stehen den Mitgliedern der fürstlichen Linie der Schwarzenbergs bis heute zu; nach der Flucht aus der Tschechoslowakei siedelten einzelne Mitglieder der Familie in die Schweiz über.
Nach dem Tod Johann Christians von Eggenberg 1710, der keine Nachkommen hatte, erbte dessen Witwe Marie Ernestine Reichsgräfin zu Schwarzenberg die böhmischen Herrschaften Krumau und Nettolitz, sie verstarb 1719. Da zu diesem Zeitpunkt das Geschlecht der Eggenberger im Mannesstamme erloschen war, setzte sie ihren Neffen Adam Franz Karl zu Schwarzenberg als Universalerben ein. Dieser ließ ab 1708 das Schloss Ohrada als Jagdsitz erbauen. Im 18. Jahrhundert erwarben die Schwarzenberger früheren Besitz der bedeutenden böhmischen Grafen von Rosenberg (Rožmberk), unter anderem Schloss Wittingau (Třeboň). Von 1719 bis 1871 war ihr Hauptsitz das ursprünglich rosenbergische, dann eggenbergische Schloss Krumau (in Český Krumlov), danach Schloss Frauenberg (Hluboká nad Vltavou) in der Nähe von Budweis; ferner gehörte seit 1719 die einst rosenbergische Burg Orlík nad Vltavou (auch Worlik genannt) zum Familienbesitz, welcher nach der Samtenen Revolution von 1989 durch den tschechoslowakischen Staat an das Haus Schwarzenberg restituiert wurde. In Prag besaß die Familie seit 1719 das Palais Schwarzenberg und seit 1716 das Palais Schwarzenberg am Schwarzenbergplatz in Wien.

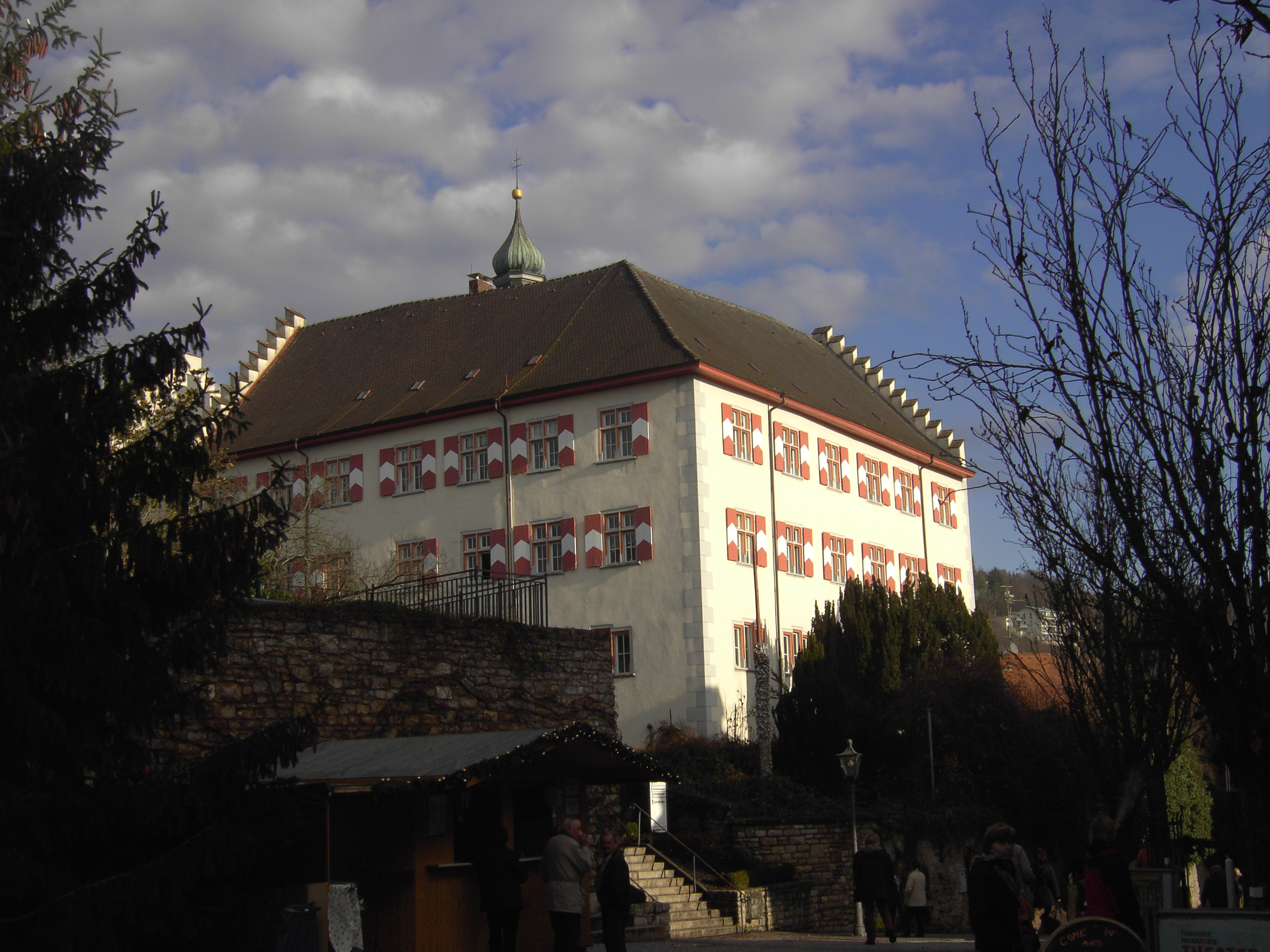
Schloss Tiengen im Klettgau
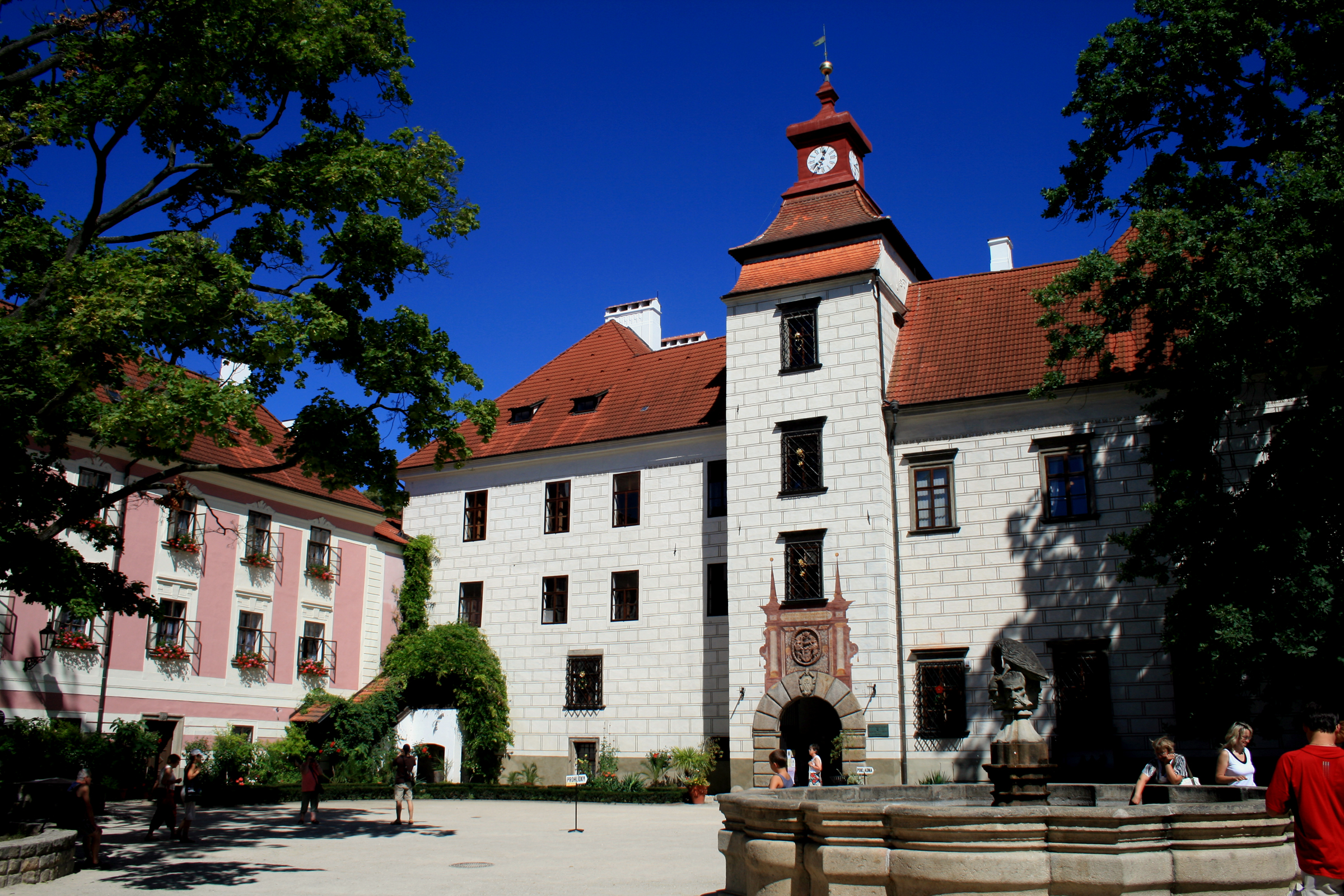
Schloss Třeboň (Wittingau), Böhmen
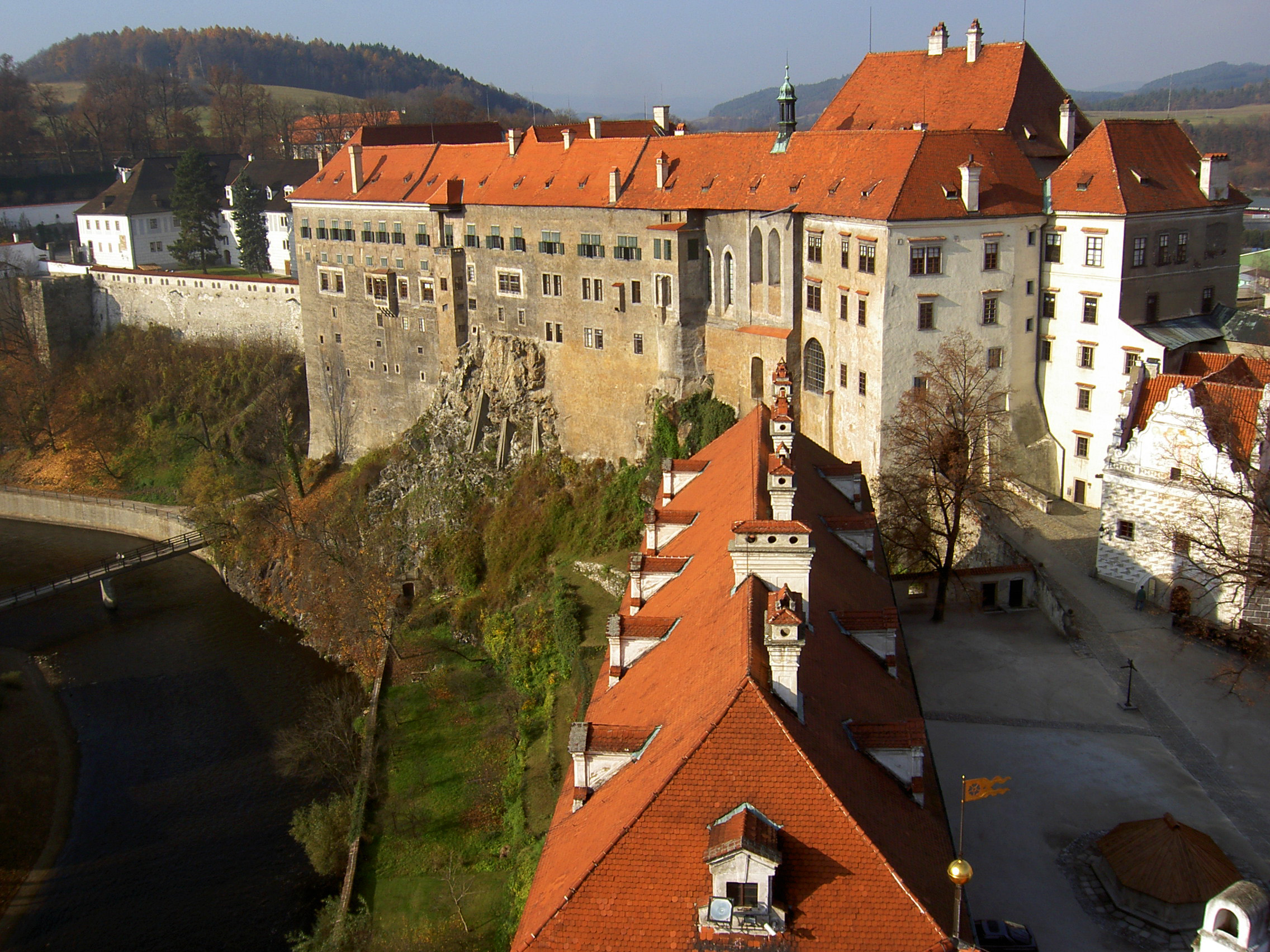
Schloss Český Krumlov (Böhmisch Krumau)
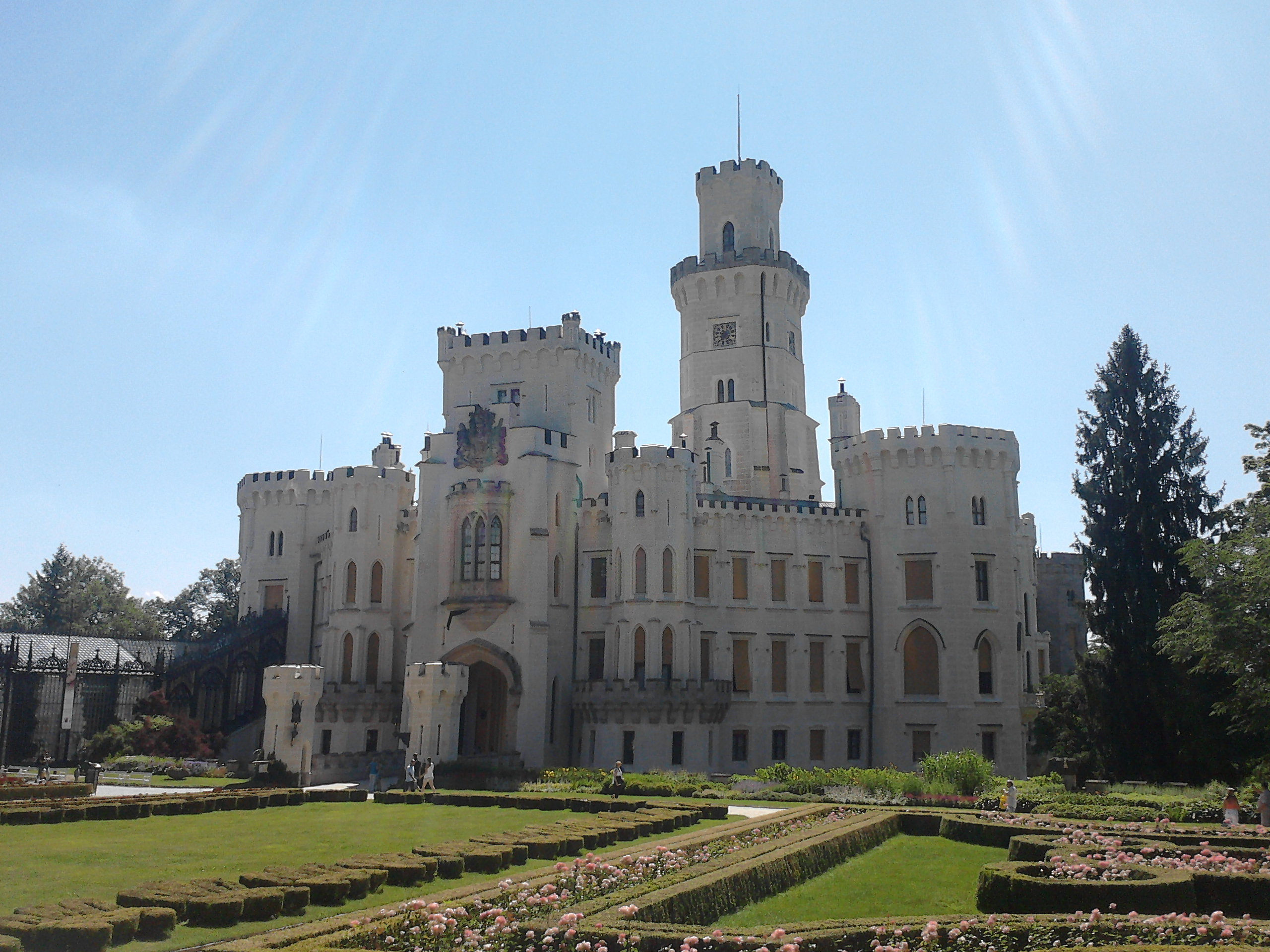
Schloss Hluboká nad Vltavou (Frauenberg), Böhmen
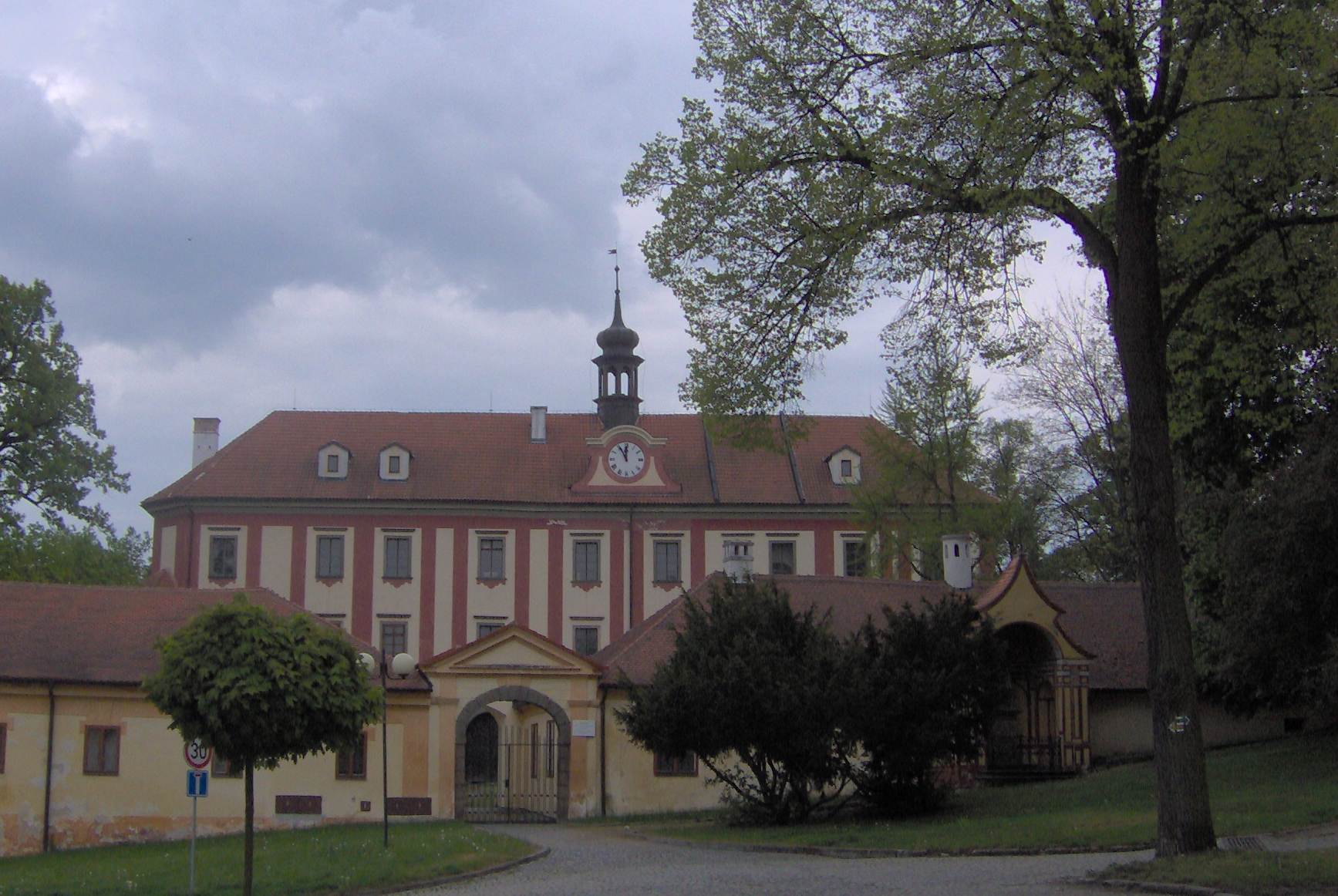
Schloss Protivín, Böhmen
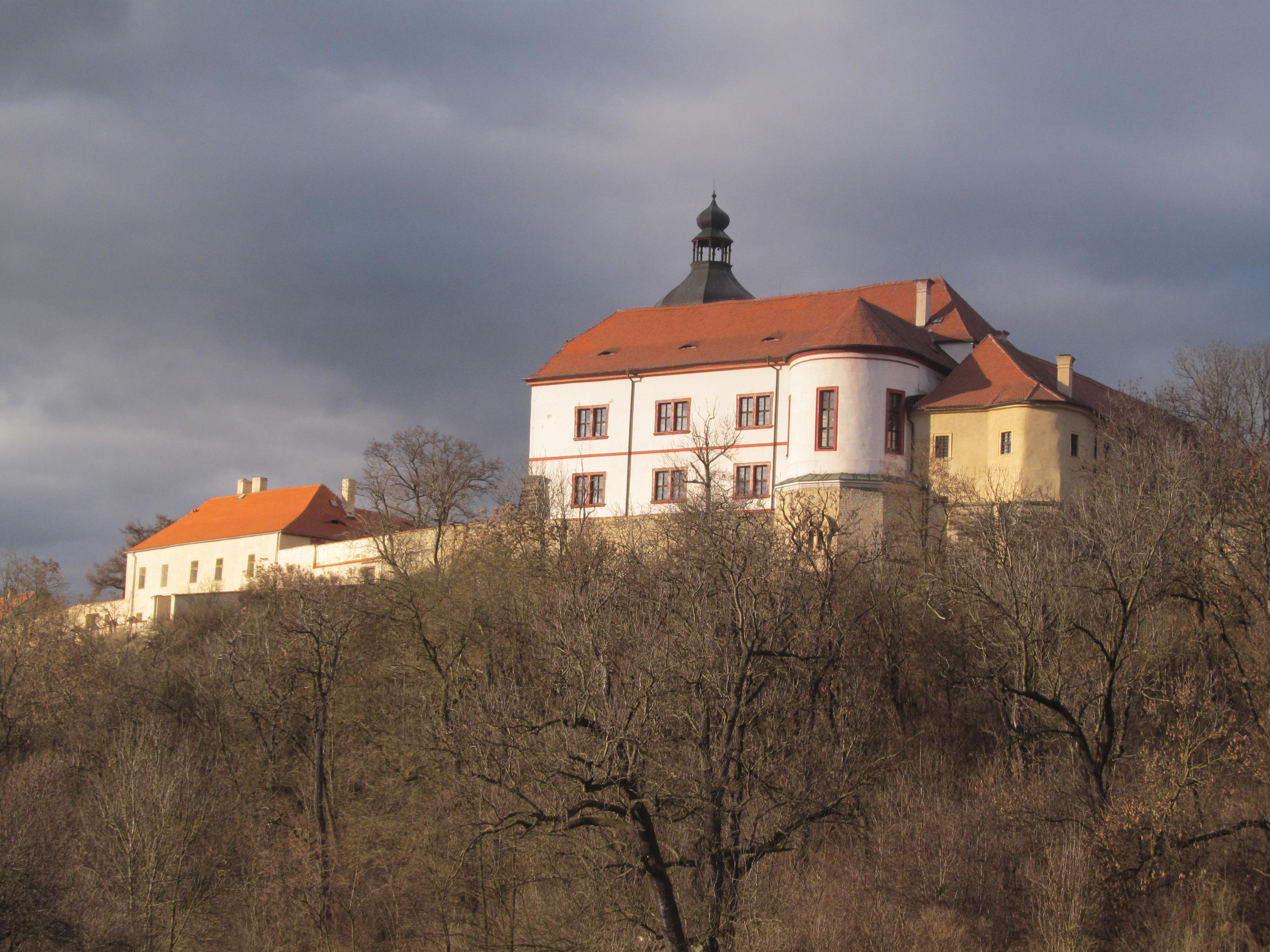
Schloss Nový Hrad
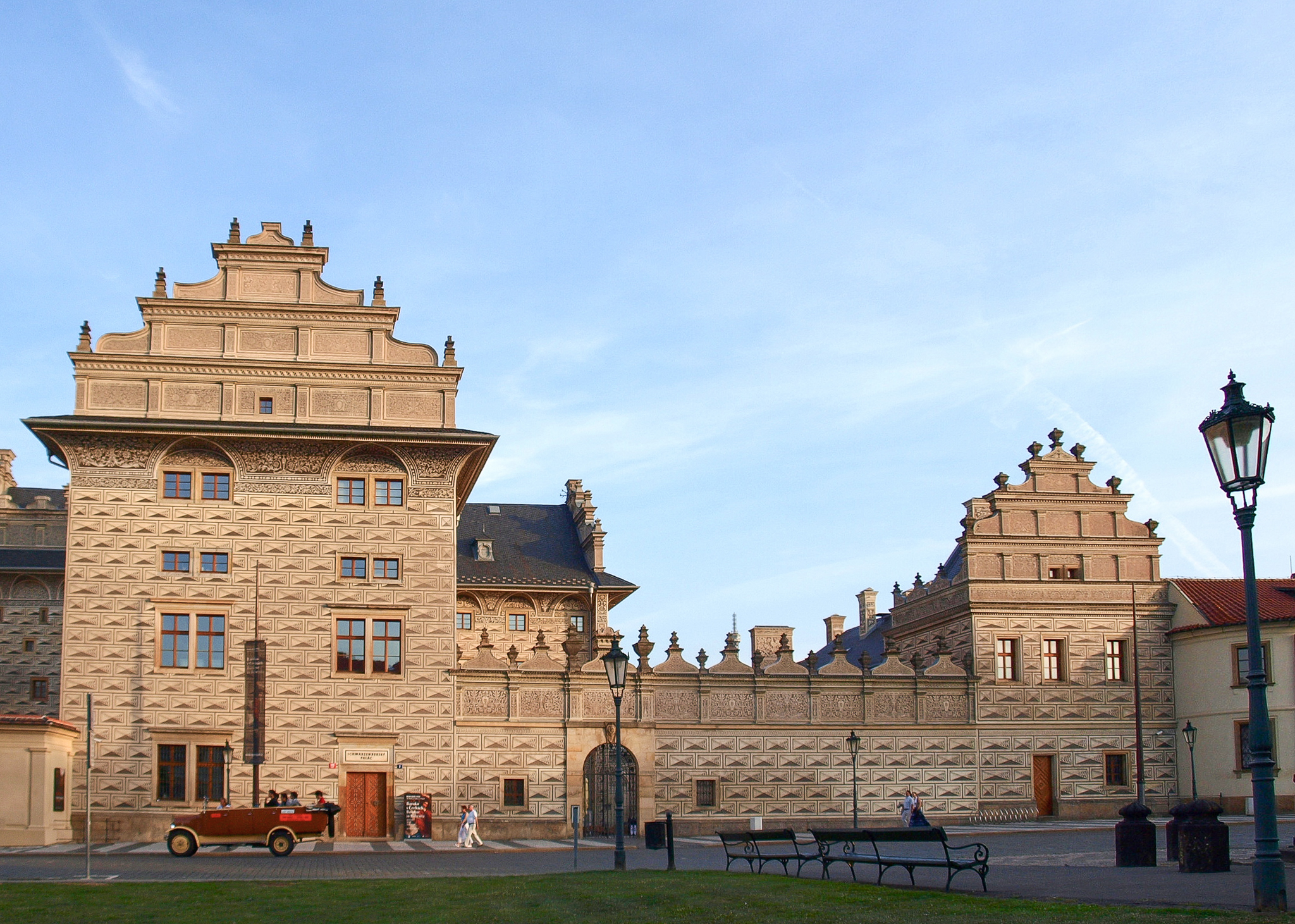
Palais Schwarzenberg (Prag)
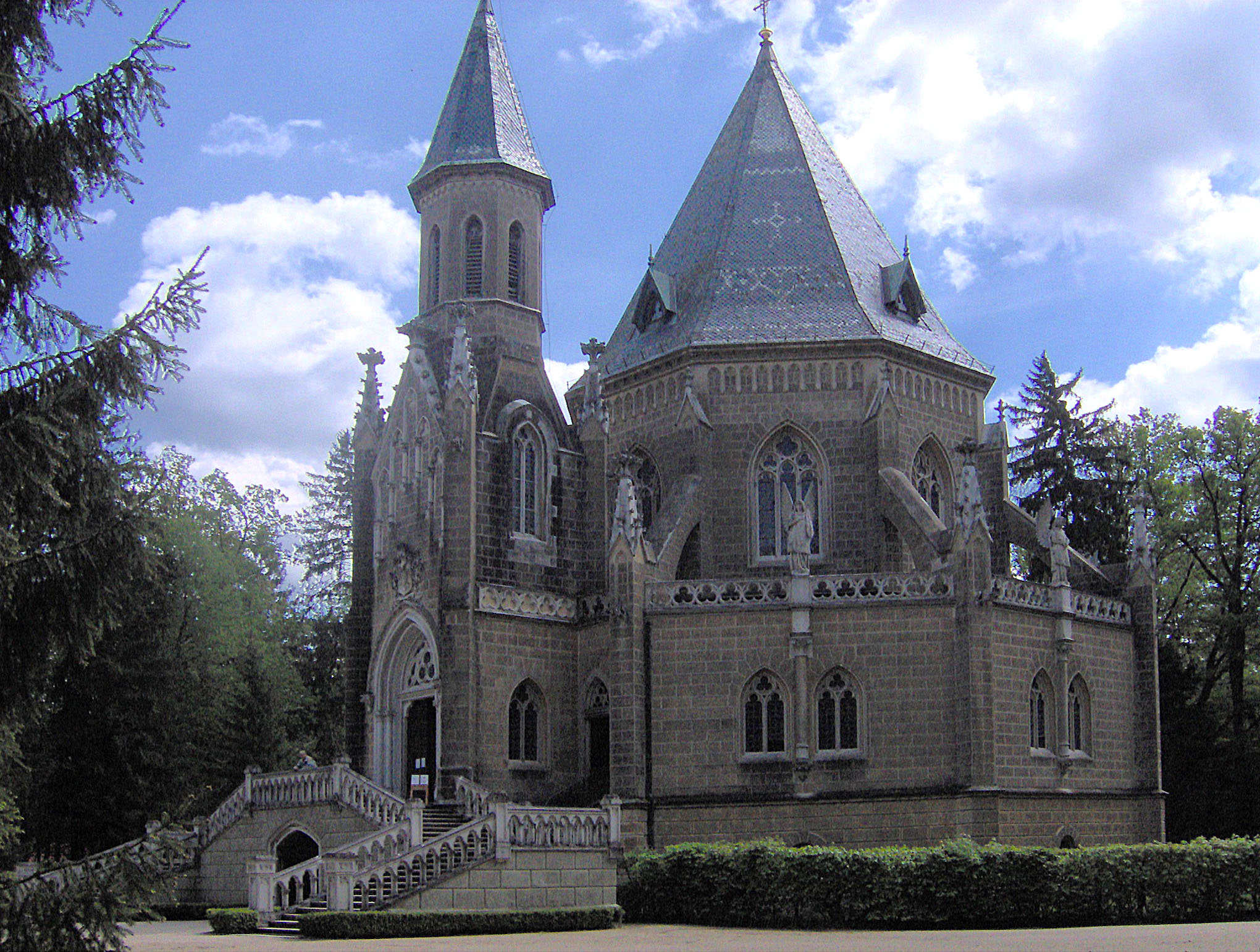
Schwarzenberg-Gruftkapelle bei Domanín
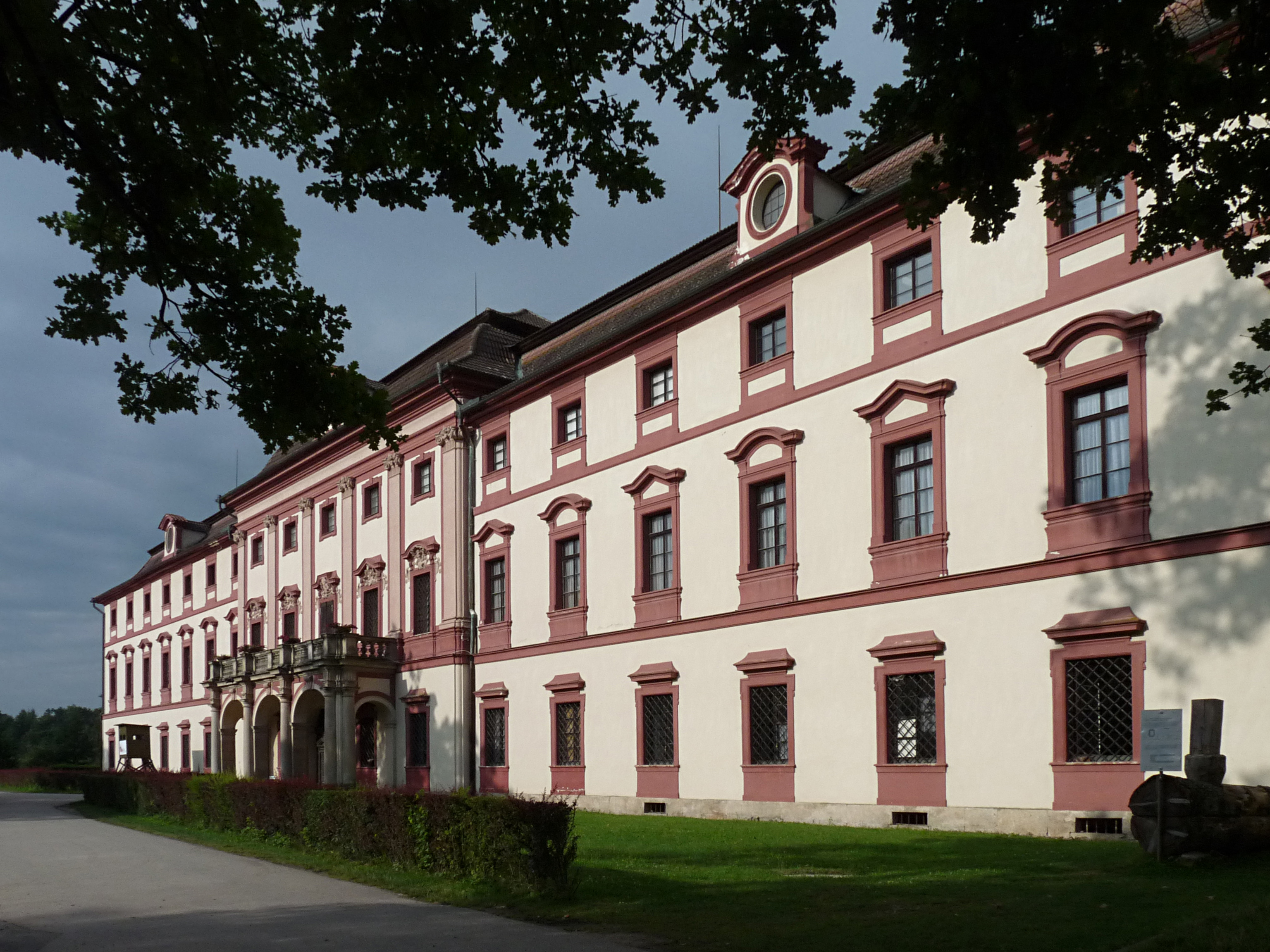
Schloss Ohrada

In der St.-Ägidius-Kirche von Třeboň befand sich von 1784 bis 1877 die Grablege des Hauses Schwarzenberg. Nach Fertigstellung der neuen Begräbniskapelle am Weltteich bei Domanín wurde diese bis 1938 als Familiengruft genutzt.
Die männlichen Mitglieder des Adelsgeschlechts waren meist Soldaten, Staatsbeamte oder Kirchenwürdenträger, unter anderem auch Prager Erzbischöfe, ferner Großgrundbesitzer, Unternehmer und Kunstsammler. Auf ihren neu erworbenen Gütern legten sie Teiche und Wälder an und führten neue Technologien in der Landwirtschaft ein.
Ab Ende des 18. Jahrhunderts bildeten sich zwei Linien des Hauses Schwarzenberg, das sogenannte Erste Majorat (auch Primogenitur genannt) mit dem Reichsfürsten Joseph II. als erstem Majoratsherrn und das Zweite Majorat (auch Sekundogenitur) seines jüngeren Bruders Karl I. Philipp, der 1804 ebenfalls einen erblichen Fürstentitel erhielt. Da die Primogeniturlinie nach Heinrich keine männlichen Nachkommen hatte, adoptierte dieser den Erben der Sekundogenitur, Karel Schwarzenberg, wodurch die beiden Majorate 1979 wieder vereint wurden.

## Wappen
Blasonierung: Das Stammwappen ist „von Silber und Blau siebenmal gespalten; auf dem Helm mit blau-silbernen Decken ein bärtiger Mannesrumpf in rotem Rock mit silbernem Kragen und gekröntem, silber gestulptem rotem Spitzhut, der mit drei natürlichen Pfauenfedern besteckt ist, zwischen zwei in den Mündungen mit je drei, außen mit je sieben natürlichen Pfauenfedern besteckten, von Blau und Silber siebenmal geteilten Büffelhörnern.“

### Evolution

Stammwappen
Fränkisch-Hohenlandsberger Linie
Stephansberger Linie
Niederländische Linie vor Vereinigung mit Sulz und nach Beerbung der Fränkisch-Hohenlandsberger Linie
Primogenitur der niederländischen oder auch fürstlichen Linie
Sekundogenitur der niederländischen oder auch fürstlichen Linie

### Variation

Kleines Wappen
Mittleres Wappen (Primogenitur)
Grosses Wappen (Sekundogenitur)

### Flaggen

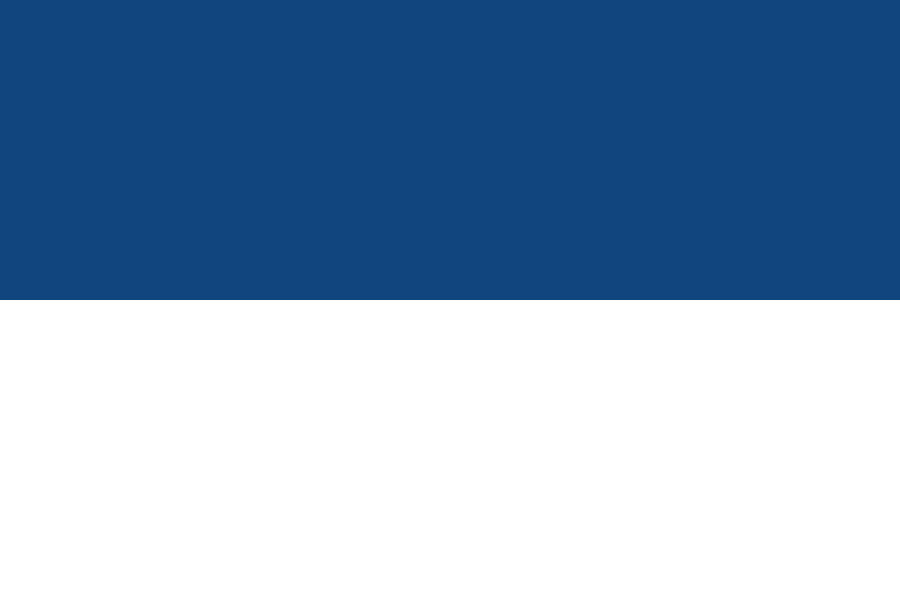
Flagge
Wappenbanner

## Archiv
Das Archiv der Herrschaft Scheinfeld der Fürsten zu Schwarzenberg gehört zu den größten Regionalarchiven Mittelfrankens. Das Archivgut von etwa 800 laufenden Metern, das im frühen 14. Jahrhundert angelegt und bis ins Jahr 1899 fortgeführt wurde, besteht aus etwa 3500 Urkunden, darunter sind zahlreiche Königs- und Fürstenurkunden, sowie 1500 Amtsbücher, tausende Rechnungsbände und Akten. 1944 kam das Archiv, um es vor Beschädigungen oder Zerstörung durch die alliierten Luftangriffe im Großraum Nürnberg während des Zweiten Weltkrieges zu bewahren, zu einer zunächst temporär geplanten Verlagerung nach Krumau in Böhmen. Allerdings befand sich das Archiv zu dieser Zeit schon nicht mehr im Besitz der Fürstenfamilie, da diese 1939 durch die Nationalsozialisten enteignet worden war. Auch nach Kriegsende kam eine Rückführung nicht zustande. Der Besitz der Schwarzenbergs wurde von der Tschechoslowakei mit der Lex Schwarzenberg 1947 nochmals enteignet und das Archiv verblieb nach Auflösung der Tschechoslowakische Republik Besitz der Tschechischen Republik.
1965 ging der Herausgabeanspruch auf das Archiv im Zuge eines Vergleiches bezüglich Wiedergutmachungsleistungen für im Dritten Reich entzogenes Vermögens von der Familie Schwarzenberg auf die Bundesrepublik Deutschland über. Nach jahrzehntelangen Bemühungen um eine Rückgabe wurde das Archiv 2011 zurückgeführt und dem Staatsarchiv Nürnberg übergeben. Ob der damalige tschechische Außenminister Karel Schwarzenberg und gleichzeitiges Oberhaupt der Familie bei den Verhandlungen seinen Einfluss geltend gemacht hat lässt sich nicht beantworten.

## Heutige Besitzungen
Der fränkische Familienstammsitz Schloss Schwarzenberg blieb immer im Besitz des Geschlechts, auch wenn es einige Jahrhunderte nicht mehr als Wohnsitz diente. Die böhmischen Besitzungen der älteren Linie (Erstes Majorat), darunter Schloss Třeboň (Wittingau), Schloss Český Krumlov (Böhmisch Krumau) und Schloss Hluboká nad Vltavou (Frauenberg) wurden 1940 vom NS-Regime konfisziert, da das Familienoberhaupt Adolph Schwarzenberg als Regimegegner ins Exil geflohen war. Da nach Kriegsende die Bestimmungen zur Enteignung deutschen Vermögens auf Adolph Schwarzenberg nicht anwendbar waren, erließ das tschechoslowakische Parlament im Sommer 1947 die Lex Schwarzenberg. Dieses Gesetz überführte den Familienbesitz ohne Entschädigung in Staatseigentum. Heinrich Schwarzenberg, der Erbe Adolphs, war von der Gestapo verhaftet und im Konzentrationslager Buchenwald interniert worden, was er zwar um fünf Jahre überlebt, jedoch seine erzwungene Emigration nach dem kommunistischen Februarumsturz 1948 nicht verhindert hat. Die ältere Linie Schwarzenberg-Frauenberg erlosch 1979.
Karel Schwarzenberg stammte aus der Sekundogeniturlinie auf Schloss Orlik (Zweites Majorat) und wurde von dem letzten Erben der älteren Linie adoptiert; von 1979 bis 2023 war er das Oberhaupt des Hauses Schwarzenberg. In seinem Besitz befanden sich neben dem Schloss Schwarzenberg auch die österreichischen Besitzungen Schloss Murau, Steiermark (seit 1617 in der Familie) mit circa 18.000 ha Waldfläche und das Palais Schwarzenberg in Wien.
Nach der Samtenen Revolution 1989 wurde in der damaligen Tschechoslowakei ein Restitutionsgesetz verabschiedet. Fürst Schwarzenberg bekam daraufhin erhebliche Teile des früheren Waldbesitzes und der landwirtschaftlichen Flächen seines Vaters mit der Burg Orlík an der Moldau, Schloss Čimelice und dem Jagdschloss Karlov in Smetanova Lhota zurück. Er verzichtete jedoch darauf, die Rückgabe der sehr umfangreichen Besitzungen der älteren Linie Krumau-Frauenberg zu fordern, auf die er als Adoptiverbe ebenfalls Anspruch gehabt hätte. Seine Entscheidung, die Lex Schwarzenberg nicht mit allen tschechischen und europarechtlichen Rechtsmitteln anzugreifen, stieß innerhalb seiner Familie teilweise auch auf Kritik und setzte ihn sogar einem zwölfjährigen Rechtsstreit aus. Karel Schwarzenberg überschrieb den weitläufigen Familienbesitz seinem ältesten Sohn und erwarb für eigene Wohnzwecke 1991 das Schloss Dřevíč in der Nähe von Prag, das bis 1929 der Familie seiner Mutter gehört hatte.

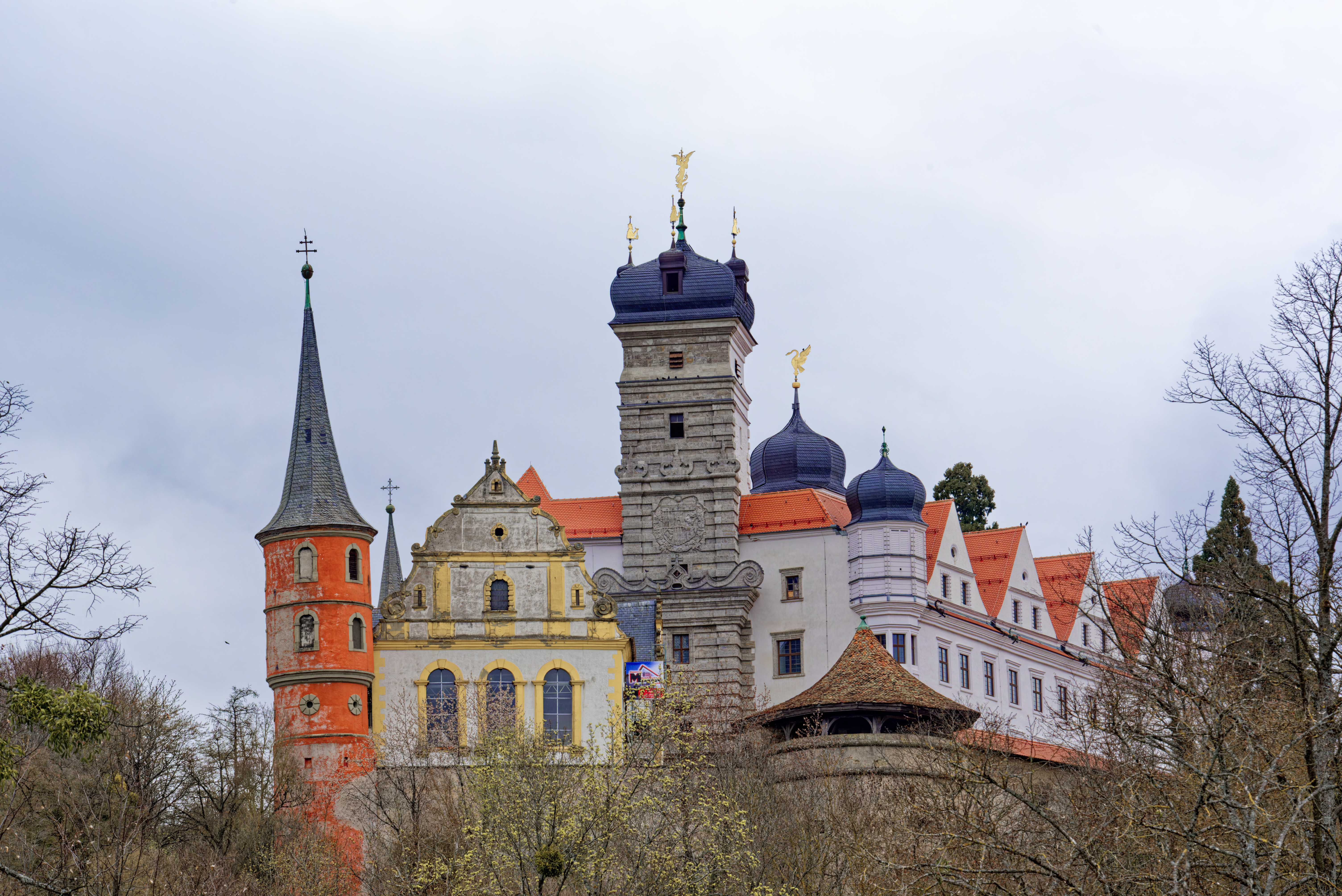
Schloss Schwarzenberg, Mittelfranken
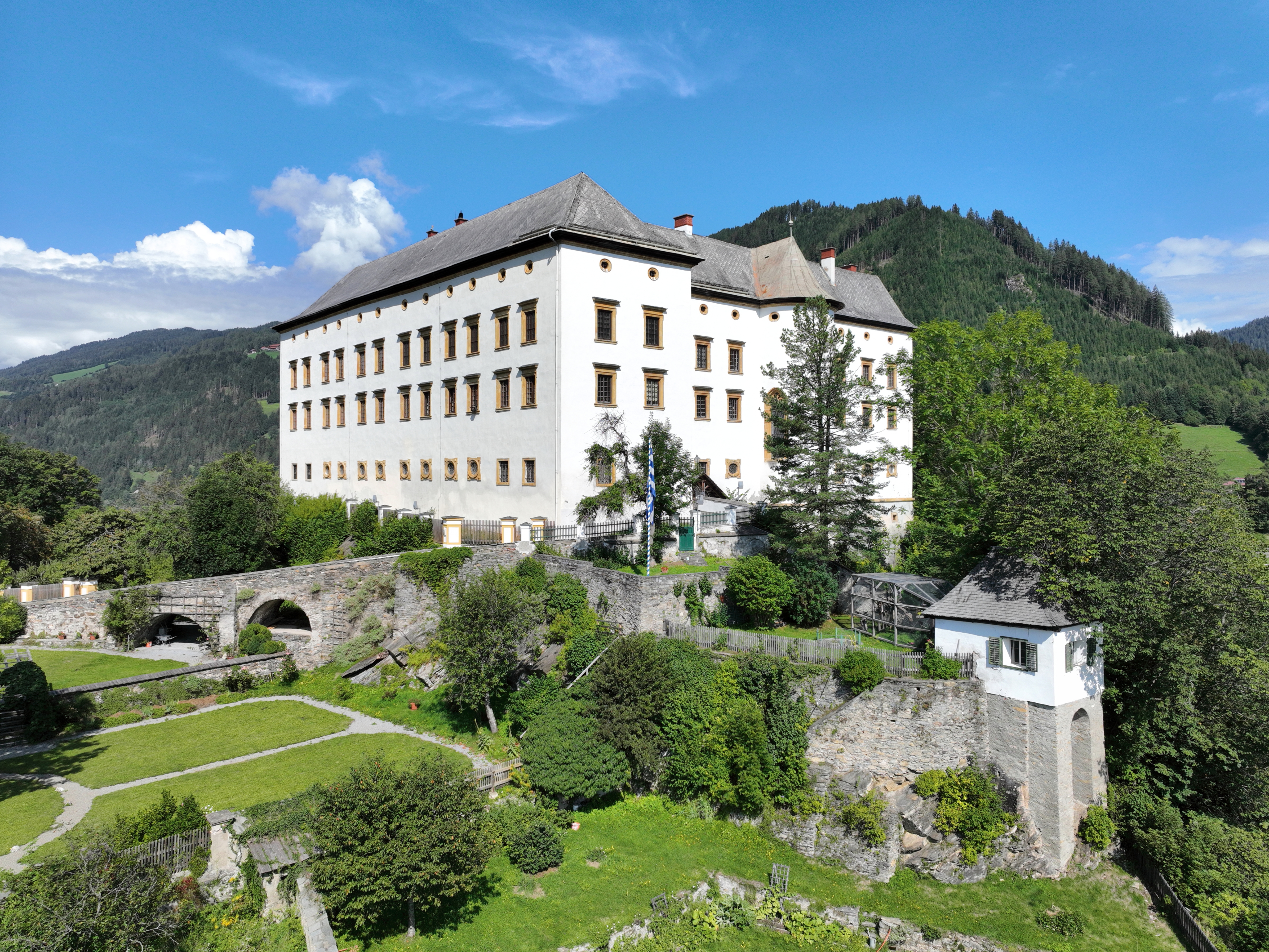
Schloss Murau, Steiermark
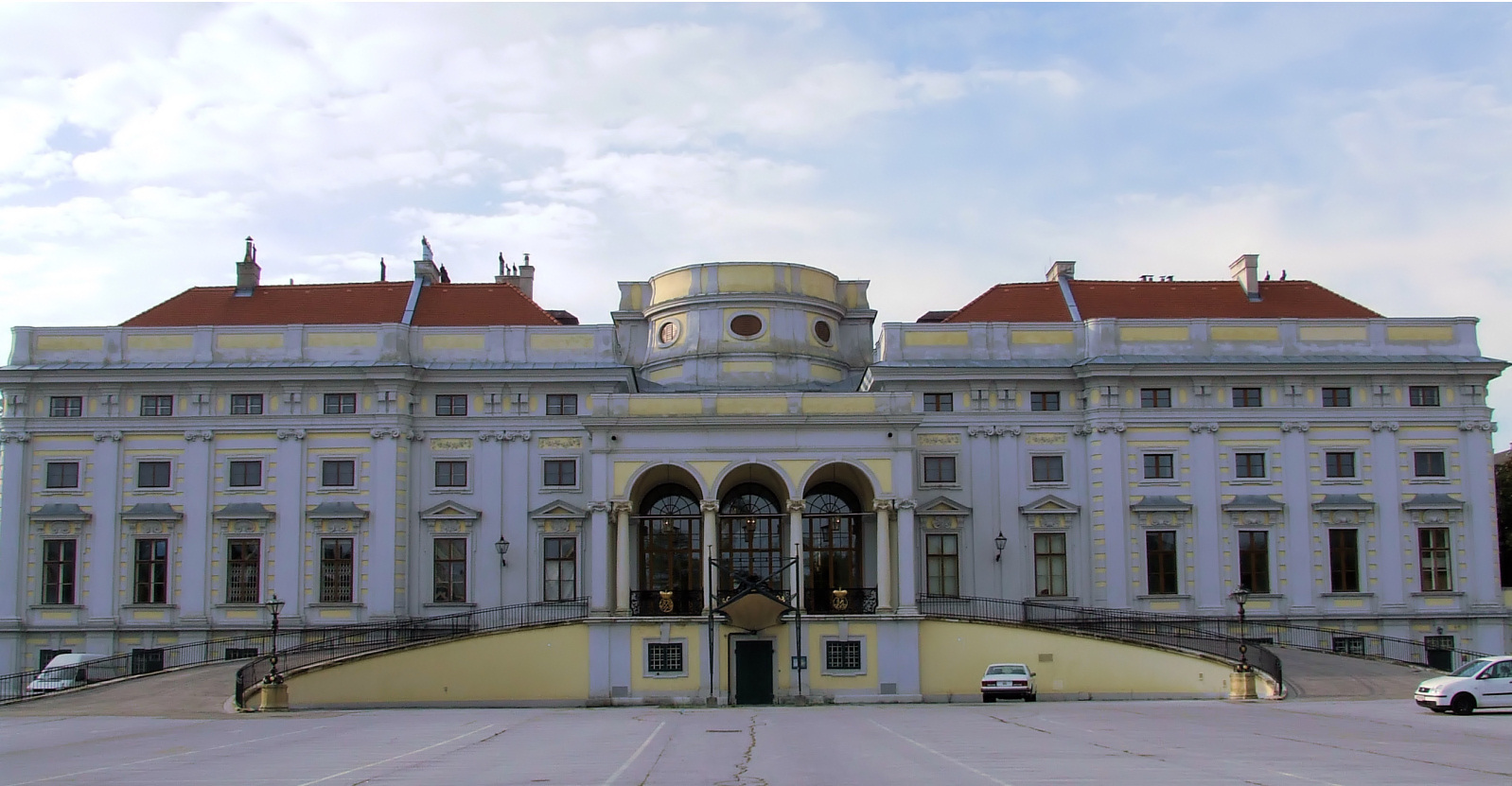
Palais Schwarzenberg in Wien
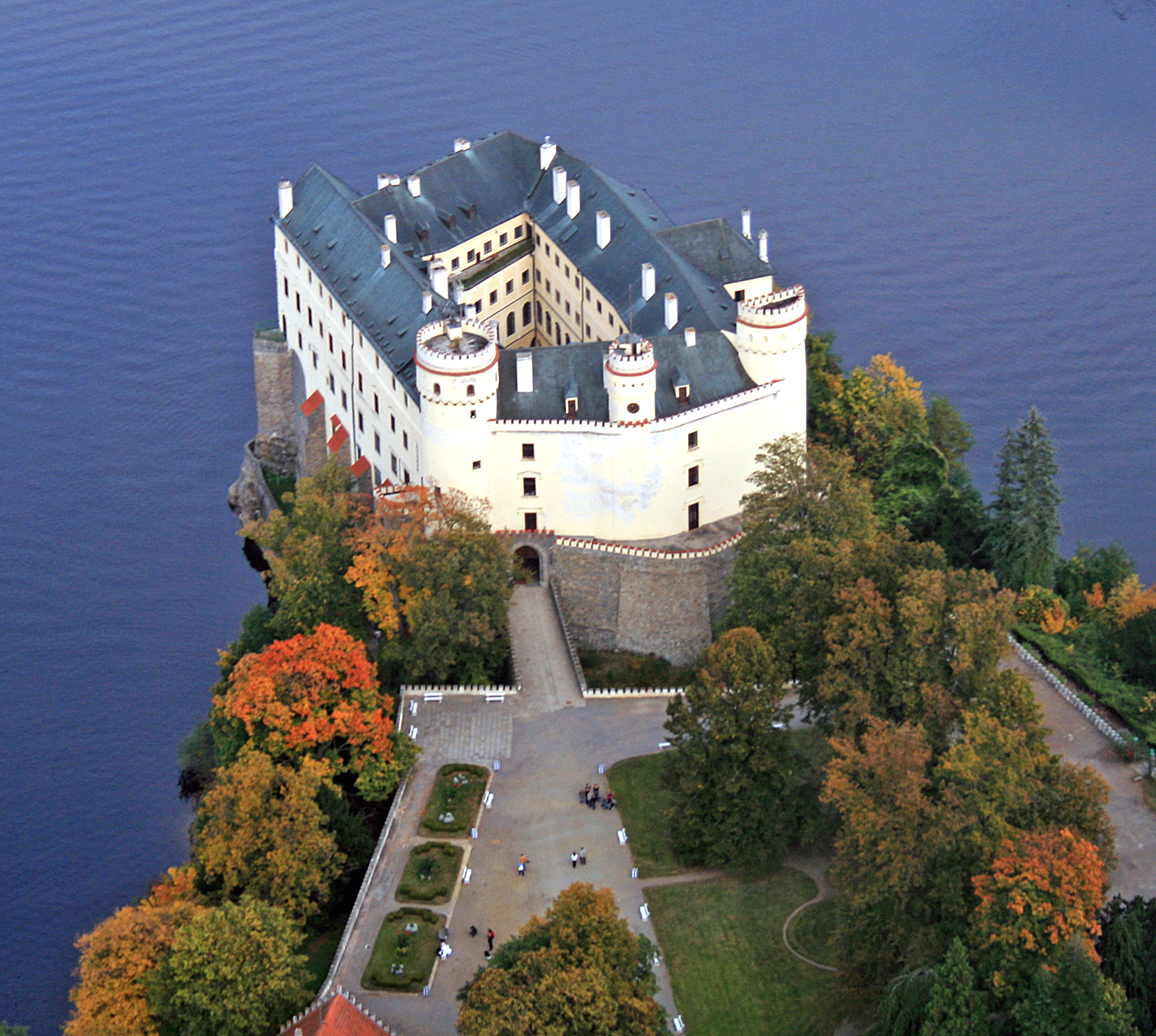
Burg Orlík nad Vltavou, Böhmen
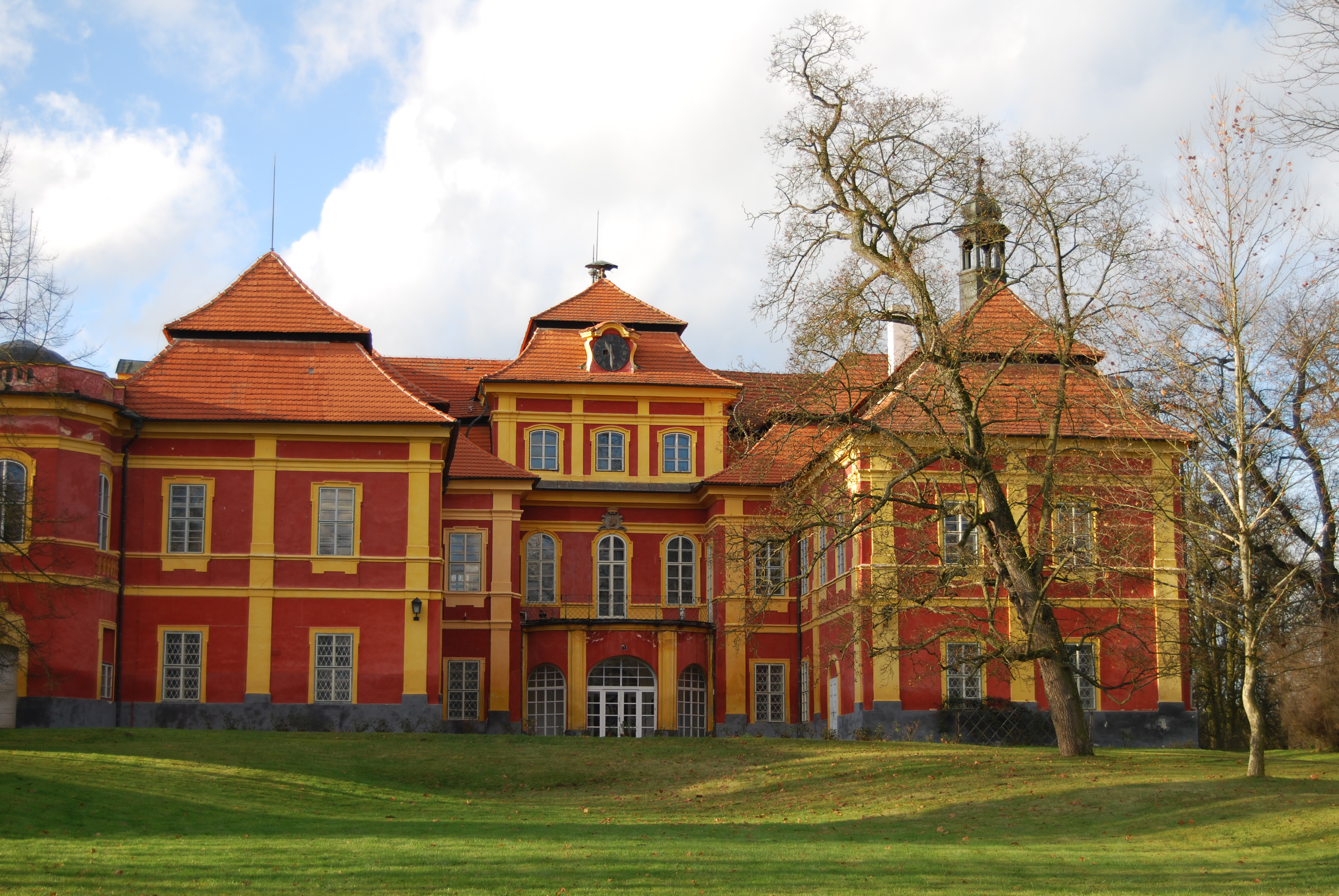
Schloss Čimelice, Böhmen
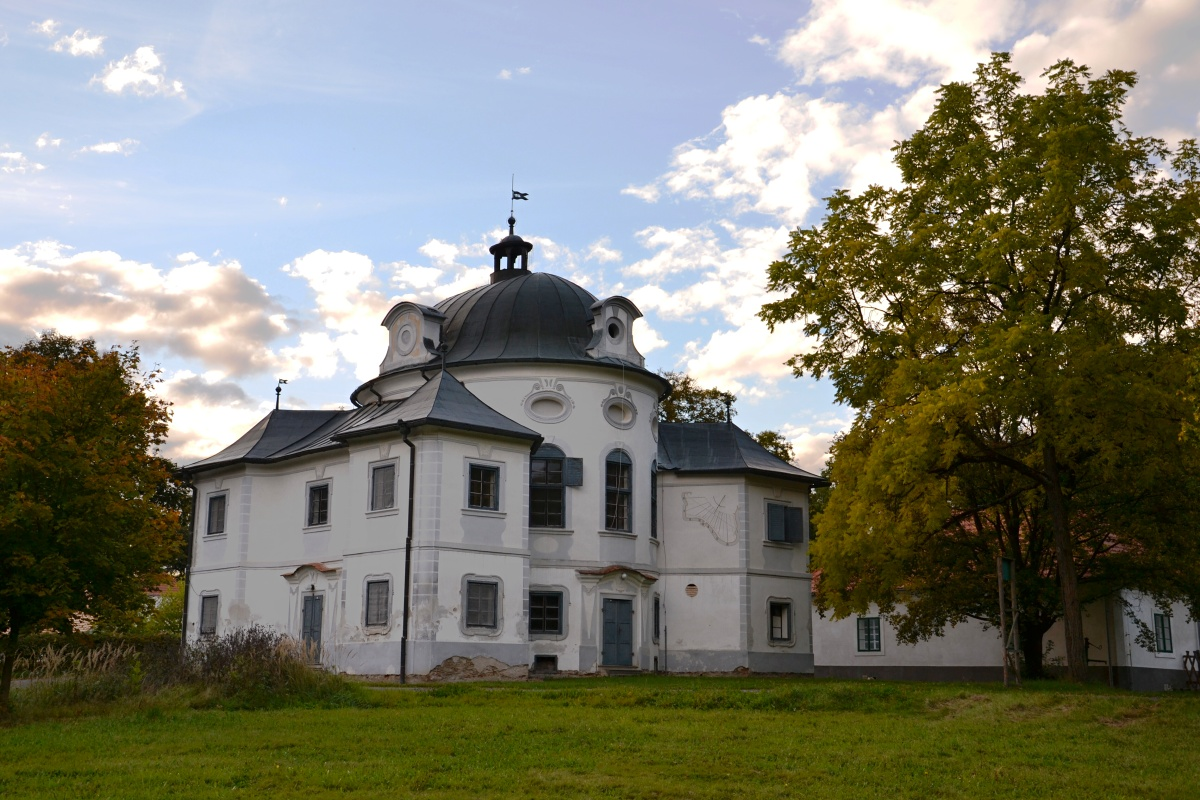
Jagdschloss Karlov, Smetanova Lhota

## Genealogie

### Haus Seinsheim
- Erkinger († 917)
- Conrad
- Apollonius d. Ä. († 1311)
- Hildebrand († 1386)
- Michael (I.) († 1399)
- Erkinger (VI.) auch von Saunsheim genannt (1362–1437) stiftete mit seiner Gemahlin Anna von Bibra 1409 das Kloster Pons Mariae Astheim als Grablege für die Familie und erwarb 1420 Schwarzenberg, wurde 1429 zum Freiherren ernannt und kaufte 1435 die Herrschaft Hohenlandsberg in Franken.
- Eberhard von Saunsheim (Seinsheim) (* um 1385 auf Burg Gnötzheim (?); † 27. Dezember 1443 auf Schloss Horneck) war ein Deutschmeister des Deutschen Ordens.

### Herren von Seinsheim und Freiherren zu Schwarzenberg
- 1429–1437 Erkinger (I.) (Wie oben Erkinger VI.), hatte mindestens sechs Söhne
- 1437–1469 Michael (II.); sein Bruder Sigismund (1430–1502) erhielt Hohenlandsberg (s. u.)
- 1469–1499 Michael d. J. (III.), von seinem (umstrittenen) Halbbruder Michael von Schwarzenberg zu Hürblach († 1489) stammt die bis heute in den Niederlanden blühende Linie der Barone thoe Schwartzenberg en Hohenlansberg ab (siehe unten, friesische Linie)
- 1499–1510 Erkinger (II. bzw. III., wegen eines Onkels gleichen Namens)
- 1510–1526 Wilhelm (I.)
- 1526–1557 Wilhelm (III.[8]), erwarb 1550 durch Heirat die Herrschaft Gimborn.
- 1557–1599 Adolf, kaiserlicher Heerführer und Begründer des heutigen Wappens

### Freiherren zu Hohenlandsberg
- 1437–1502 Sigismund (I.)

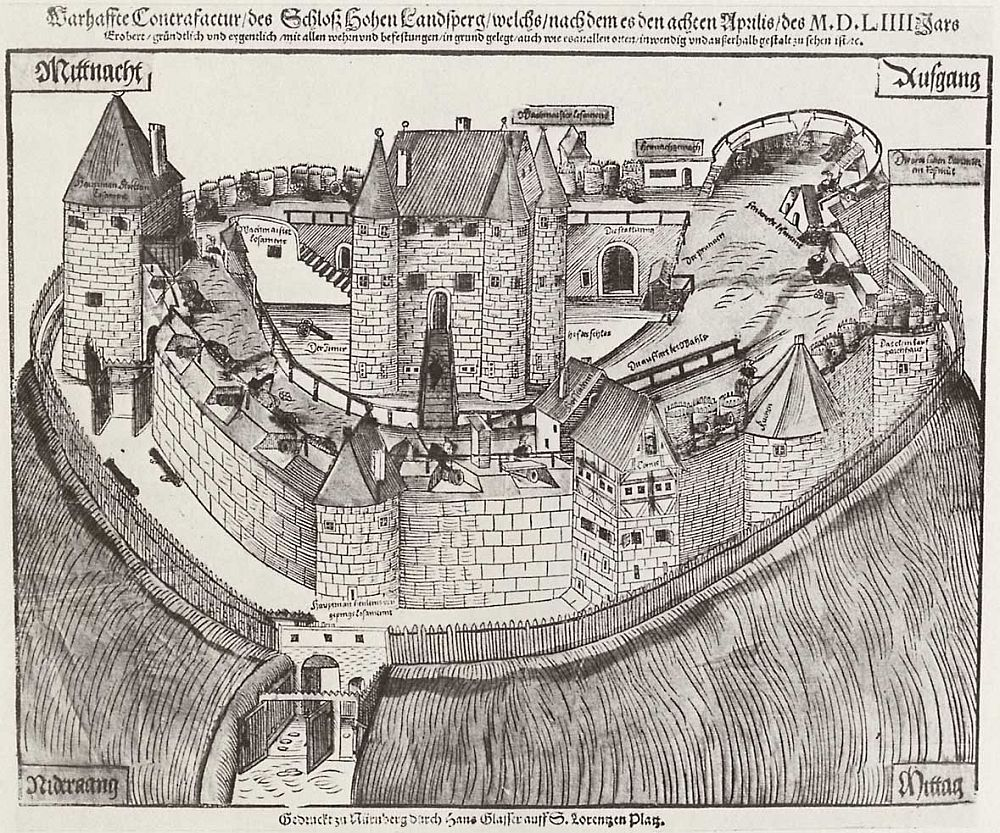
Burg Hohenlandsberg im Steigerwald, Mittelfranken

- 1502–1528 Johann, Verfasser der Bamberger Halsgerichtsordnung
- 1528–1538 Christoph (I.)
- 1538–1552 Wilhelm (II.)
- 1552–1596 Christoph (II.)

### Grafen von Hohenlandsberg
- 1566–1596 Christoph (II.)

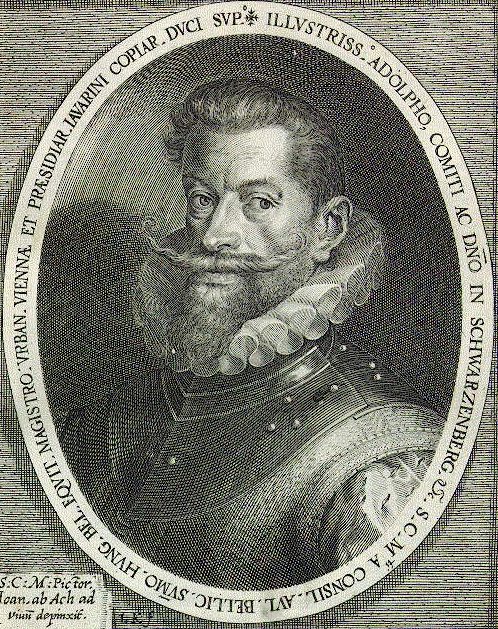
Graf Adolf von Schwarzenberg (1551–1600), kaiserlicher Heerführer

- 1596–1646 Georg Ludwig; nach seinem Tod fiel Hohenlandsberg durch Testament wieder an Schwarzenberg zurück.

### Grafen von Schwarzenberg
- 1599–1600 Adolf, kaiserlicher Heerführer
- 1600–1641 Adam, einflussreicher Berater des Kurfürsten Georg Wilhelm von Brandenburg
- 1641–1670 Johann Adolf; Hohenlandsberg fiel 1646 wieder an ihn

### Fürsten zu Schwarzenberg
- Johann Adolf I. zu Schwarzenberg (1615–1683), 1670 Fürst zu Schwarzenberg; ⚭ Gräfin Maria Justina von Starhemberg, Tochter von Ludwig
- Ferdinand Wilhelm Eusebius (1652–1703), dessen Sohn, 2. Fürst zu Schwarzenberg, 1688 Graf und 1698 gefürsteter Graf von Sulz; ⚭ Gräfin Maria Anna von Sulz – seine Schwester beerbt ihren Gemahl Fürst Johann Christian von Eggenberg zu Krumau; damit fällt Krumau mit ihrem Tod 1719 an Schwarzenberg
- Adam Franz Karl Eusebius (1680–1732), dessen Sohn, 3. Fürst zu Schwarzenberg, österreichischer Obersthofmarschall; ⚭ Prinzessin Eleonora von Lobkowitz, Tochter von Ferdinand August (3. Fürst von Lobkowitz)
- Joseph I. (1722–1782), dessen Sohn, 4. Fürst zu Schwarzenberg; ⚭ Prinzessin Maria Theresia von und zu Liechtenstein, Tochter von Fürst Joseph I. – erhält das Fürstendiplom dahingehend erweitert, dass alle ehelichen männlichen wie weiblichen Nachkommen den Titel „Fürst“ bzw. „Fürstin“ führen dürfen und wird damit in den Reichsfürstenstand und den Stand eines böhmischen Fürsten erhoben
- Johann I. Nepomuk (1742–1789), dessen Sohn, 5. Fürst zu Schwarzenberg; ⚭ Gräfin Marie Eleonore zu Oettingen-Wallerstein, Tochter von Philipp Karl, Graf von Oettingen-Wallerstein

#### Erstes Majorat
- Joseph II. (1769–1833), Sohn von Johann I., 6. Fürst zu Schwarzenberg, Herzog zu Krumau, Großgrundbesitzer; ⚭ Prinzessin Pauline Caroline von Arenberg, Tochter von Ludwig Engelbert, Herzog von Arenberg, Herzog von Aarschot
- Johann Adolf II. (1799–1888), dessen Sohn, 7. Fürst zu Schwarzenberg, Herzog von Krumau, Großgrundbesitzer (Bruder des österreichischen Ministerpräsidenten Felix zu Schwarzenberg und des Prager Erzbischofes Friedrich zu Schwarzenberg); ⚭ Prinzessin Eleonore von und zu Liechtenstein (Tochter von Moritz Joseph Johann Baptist)
- Adolf Joseph (1832–1914), dessen Sohn, 8. Fürst zu Schwarzenberg, Herzog von Krumau, Major, Großgrundbesitzer und Politiker; ⚭ Prinzessin Ida von und zu Liechtenstein (Tochter von Fürst Alois II.)
- Johann II. (1860–1938), dessen Sohn, 9. Fürst zu Schwarzenberg, Herzog von Krumau, Großgrundbesitzer, Abgeordneter und Major; ⚭ Gräfin Therese von und zu Trauttmansdorff-Weinsberg (Tochter von Fürst Karl Johann Nepomuk Ferdinand)
- Adolph (18. August 1890–27. Februar 1950), dessen Sohn; ⚭ Prinzessin Hilda von Luxemburg und Nassau, Tochter von Großherzog Wilhelm; da die Ehe kinderlos blieb, adoptierte er 1940 den jüngeren Bruder seines Cousins Joseph III., Heinrich Herzog von Krumau
- Joseph III. (1900–1979), Neffe von Johann II.; nach dessen Tod Vereinigung der beiden Linien auf Karel Schwarzenberg

#### Zweites Majorat

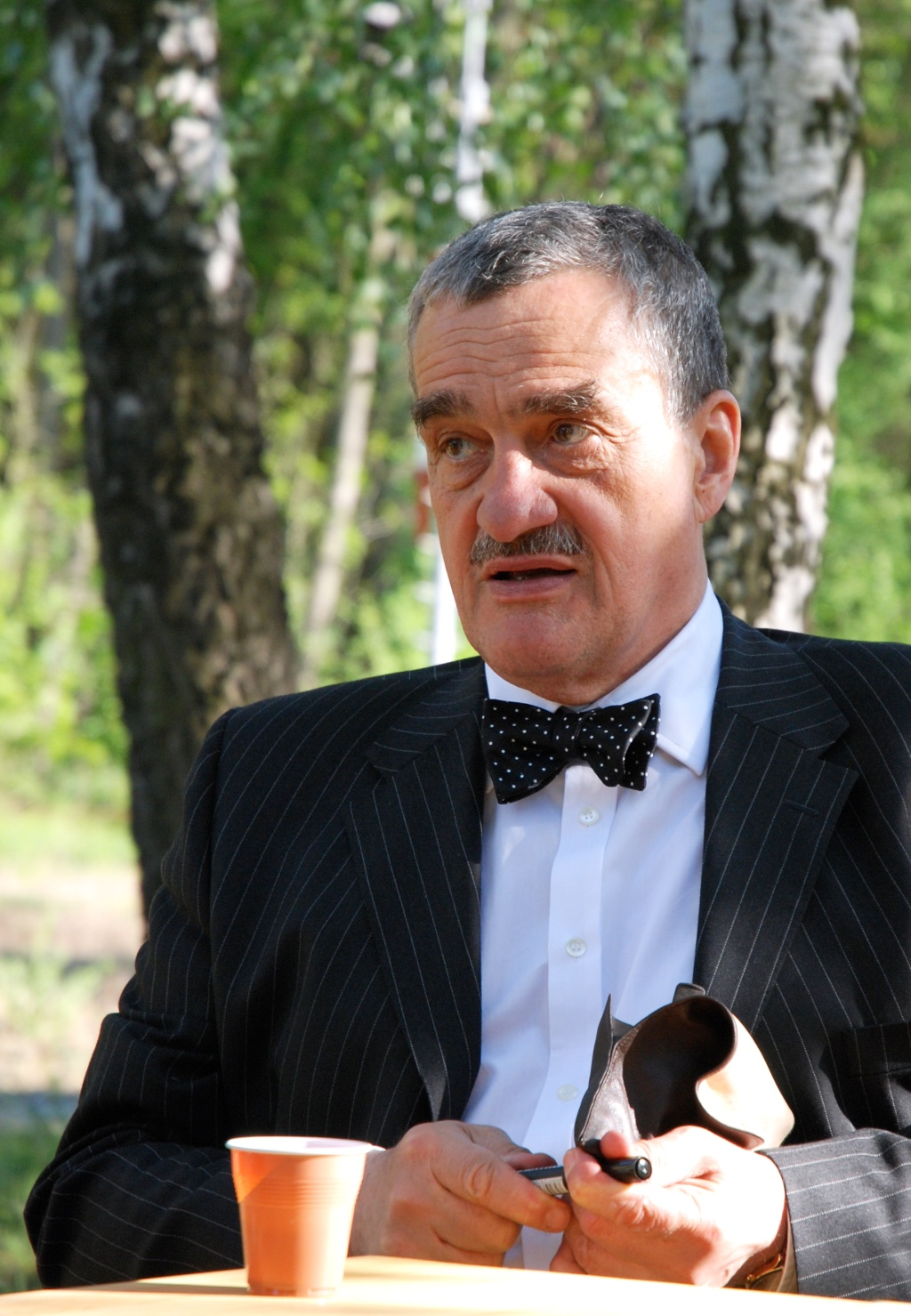
Karel Schwarzenberg (1937–2023), ehemaliger Außenminister der Tschechischen Republik

- Karl I. Philipp zu Schwarzenberg (1771–1820), Sohn von Fürst Johann I., 1804 Fürst zu Schwarzenberg, Landgraf von Sulz und Klettgau, Feldmarschall und Diplomat ⚭ Gräfin Maria Anna von Hohenfeld
- Karl II. (1802–1858), dessen Sohn, Fürst zu Schwarzenberg, Feldzeugmeister und Verwaltungsbeamter; ⚭ Gräfin Josefina Marie Wratislavova z Mitrowicz
- Karl III. (1824–1904), dessen Sohn, Fürst zu Schwarzenberg, Gutsbesitzer und Abgeordneter ⚭ Prinzessin Wilhelmine Marie zu Oettingen-Oettingen, Tochter von Friedrich Kraft, Fürst zu Oettingen-Oettingen und Oettingen-Wallerstein
- Karl IV. (1859–1913), dessen Sohn, Fürst zu Schwarzenberg, Großgrundbesitzer und Politiker ⚭ I. Gräfin Marie Terezie Kinsky von Wchinitz und Tettau; ⚭ II. Gräfin Ida Hoyos, Freiin von Sprinzenstein
- Karl V. (1886–1914), dessen Sohn, Fürst zu Schwarzenberg ⚭ Gräfin Eleonore von Clam und Gallas
- Karl VI. (1911–1986), dessen Sohn; ⚭ Antonie Leontine Prinzessin zu Fürstenberg, Tochter von Karl Emil

## Weitere Persönlichkeiten
- Ernst Fürst zu Schwarzenberg (Erstes Majorat) (1773–1821), Bischof und Komponist
- Friedrich Johann Nepomuk Fürst zu Schwarzenberg (1774–1795), österreichischer Chevauxlegers-Offizier, tödlich verwundet bei Mannheim; mit Gedenkstätte in Weinheim, Baden-Württemberg (Sterbezimmer und Grabmal).
- Friedrich Karl Fürst zu Schwarzenberg (Zweites Majorat) (1800–1870), Sohn von Karl I., Generalmajor und Kriegsschriftsteller[9]
- Felix Fürst zu Schwarzenberg (Erstes Majorat) (1800–1852), Cousin Friedrichs, Feldmarschalleutnant, Diplomat und Ministerpräsident
- Edmund Fürst zu Schwarzenberg (1803–1873), letzter im 19. Jahrhundert ernannter österreichischer Feldmarschall
- Friedrich Fürst zu Schwarzenberg (Erstes Majorat) (1809–1885), Bruder von Felix, Kardinal und Erzbischof von Salzburg und Prag
- Johann von Nepomuk Erkinger Schwarzenberg (1903–1978), österreichischer Botschafter
- Karel Schwarzenberg (1937–2023), 1960 von Heinrich Herzog von Krumau (Bruder Joseph III.) adoptiert; nach dem Tod Joseph III. Vereinigung der beiden Linien; Außenminister Tschechiens ⚭ Terezia zu Hardegg auf Glatz und im Machlande

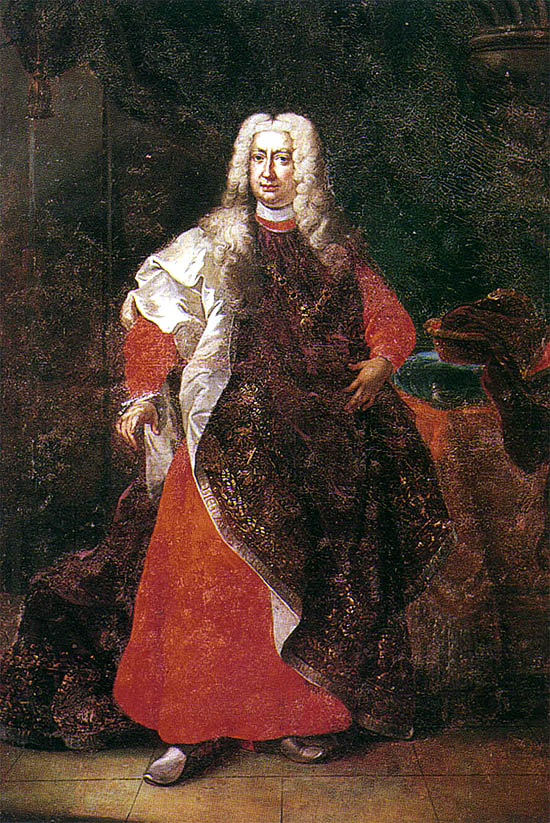
Fürst Adam von Schwarzenberg (1680–1732), Obersthofmarschall, Oberststallmeister
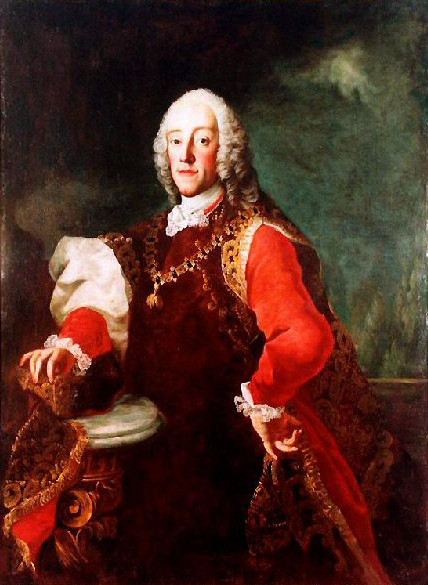
Fürst Joseph I. von Schwarzenberg (1722–1782)
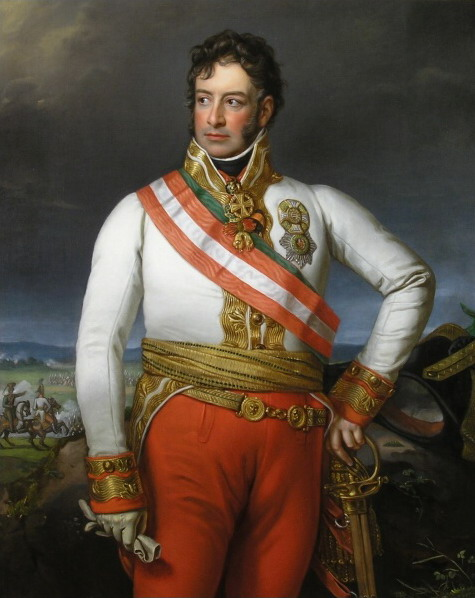
Fürst Karl Philipp zu Schwarzenberg (1771–1820), Feldmarschall
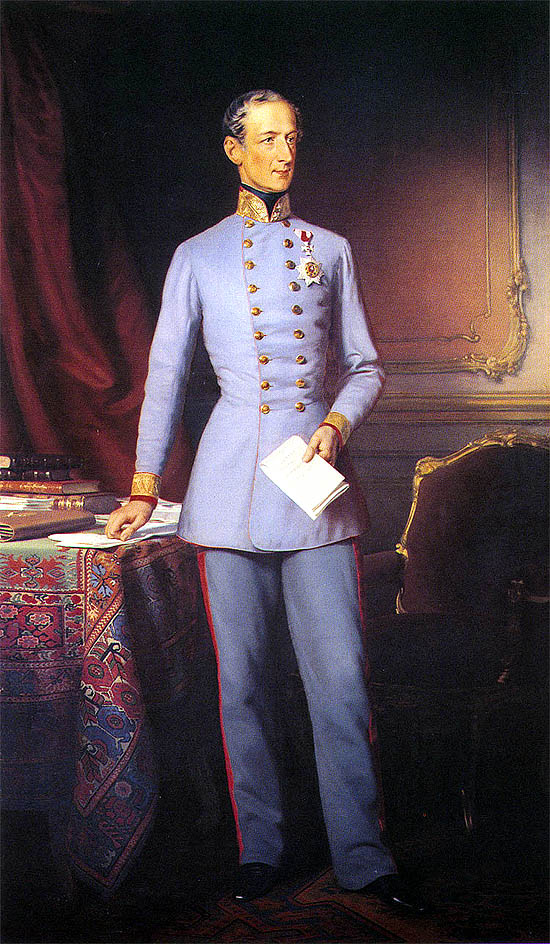
Prinz Felix zu Schwarzenberg (1800–1852), Ministerpräsident
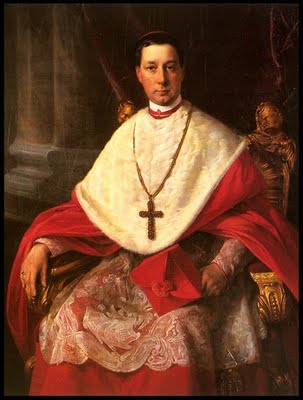
Kardinal Friedrich zu Schwarzenberg (1809–1885), Erzbischof von Salzburg und Prag

## Friesische Linie (Barone thoe Schwartzenberg en Hohenlansberg)

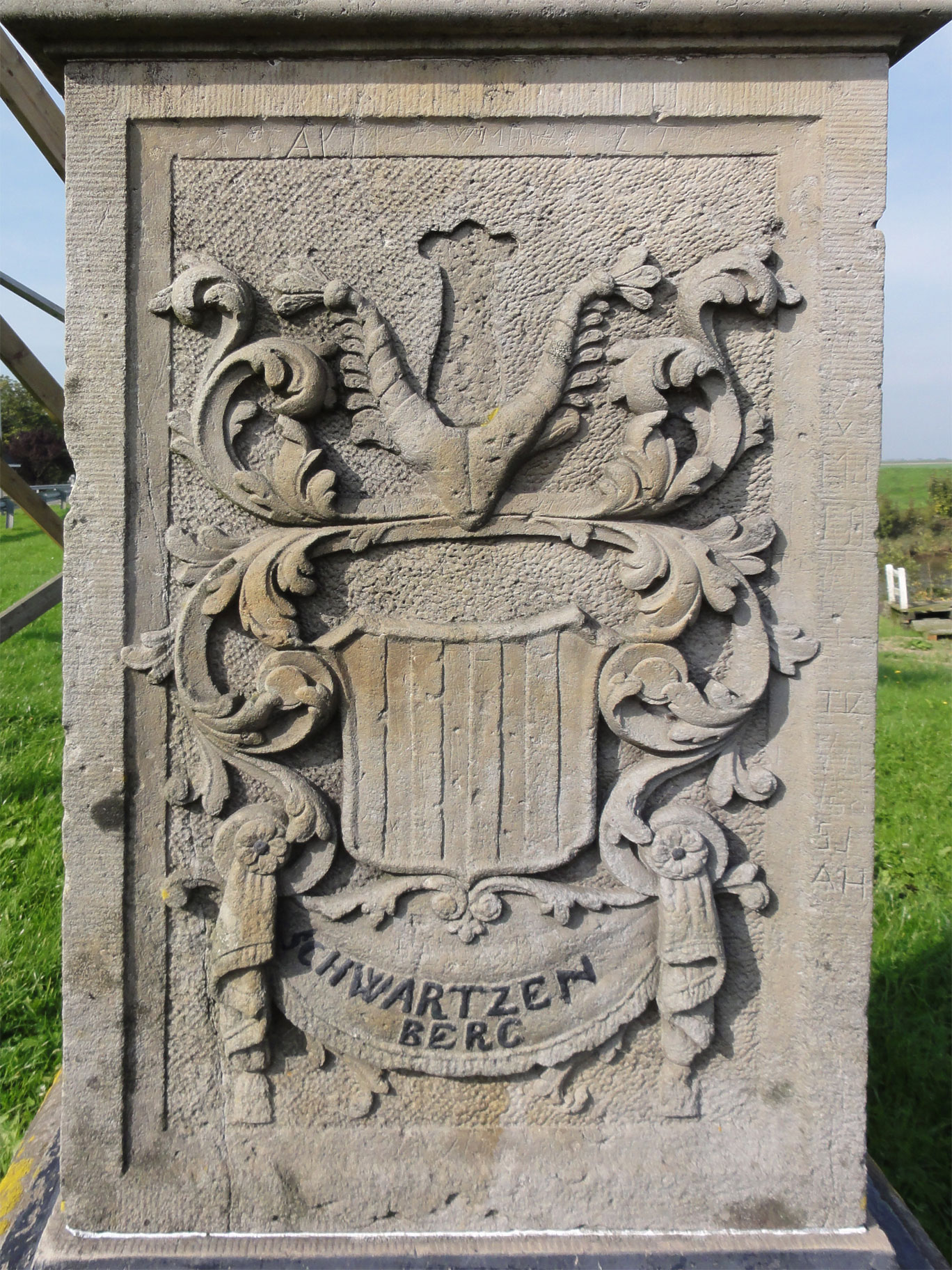
Gedenkstein für Michael Onuphrius thoe Schwartzenberg en Hohenlansberg (1695–1758), bei Dokkum

Wappen der friesischen Schwartzenberg

Die bis heute in den Niederlanden blühende friesische Linie der Barone thoe Schwartzenberg en Hohenlansberg wurde begründet durch Johann Onuphrius von Schwarzenberg und Hohenlandsberg (1513–1584), der ein Sohn des Wolfgang († 1543) und Enkel des Michael von Schwarzenberg zu Hörblach (urkundlich 1473; † 1489) war, eines jüngeren Sohnes von Michael II. von Seinsheim, Freiherr zu Schwarzenberg (1437–1469) aus seiner zweiten Ehe – siehe oben unter Genealogie im Abschnitt Herren von Seinsheim und Freiherren zu Schwarzenberg.

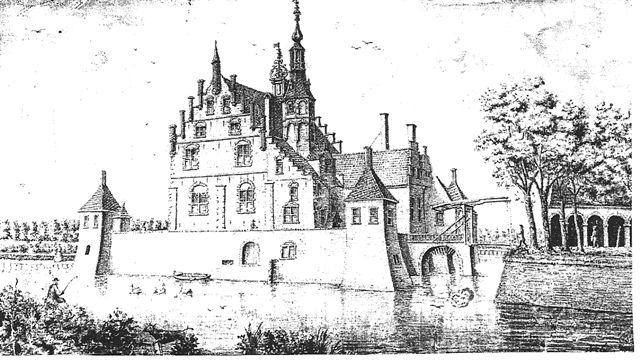
Schloss Terhorne, Friesland (1736)

Johann Onuphrius heiratete Maria von Grombach († 1564), deren Vater mit Kaiser Karl V. in die Niederlande gekommen war und dort Lucia Martena, die Erbin von Schloss Groot Terhorne (Gemeinde Menameradiel) geehelicht hatte. Das Wasserschloss blieb im Familienbesitz, bis es 1879 wegen Baufälligkeit abgerissen wurde; die Familie bezog Villen in der Umgebung.
Die Nachkommenschaft aus der zweiten Ehe Michaels II. von Seinsheim, Freiherr zu Schwarzenberg (1437–1469) mit Ursula Grüner wurde von der fürstlichen Linie, die der ersten Ehe entstammte, nie anerkannt, da Zweifel an der Legitimität der Nachkommen bestanden, weil Ursula Grüner „außer der Ehe mit Michael Kinder gehabt habe, welche erst nach der Hand legitimirt worden seien“, wie 1672 in einem Prozess festgestellt wurde. Die „westfriesischen Schwarzenberger“ führten gleichwohl den Michael II. verliehenen Titel als Reichsfreiherren zu Schwartzenberg und Hohenlandsberg, seit der zweiten Hälfte des 18. Jahrhunderts in niederländischer Schreibweise thoe Schwartzenberg en Hohenlansberg.
Mit Beschluss vom 28. August 1814 wurde die Linie mit dem Titel Barone thoe Schwartzenberg en Hohenlansberg durch Wilhelm I. in den niederländischen Adel aufgenommen. Einige Nachfahren gingen Ende des 19. Jahrhunderts nach Preußen und wurden als Freiherren in den dortigen Adel aufgenommen.
Stammreihe
- Michael von Schwarzenberg zu Hürblach († 1489), jüngerer Sohn des Michael II. von Seinsheim, Freiherr zu Schwarzenberg und Hohenlandsberg (1437–1469)
  - Wolfgang († 1543)
    - Johann Onuphrius (1513–1584) ⚭ Maria von Grombach, Erbin von Terhorne
      - Georg Wolfgang (1549–1633)
        - Johannes Onuphrius († 1627)
          - Georg Friedrich (1607–1670)
            - Isabella Susanna (1640–1723), ⚭ 1685 Graf Gustav Carlsson von Börring (1649–1708), natürlicher Sohn des Königs Karl X. Gustav von Schweden
            - Georg Wilco (1637–1674)
              - Wilco George (1664–1704)
                - Georg Wolfgang (1691–1738)
                  - Georg Frederik (1733–1783), friesischer Politiker und Schriftsteller, Nachfahren: siehe unten

                - Michael Onuphrius (1695–1758), Bürgermeister von Dantumadiel, Deputierter von Friesland
                  - Wilco (1738–1788), Bürgermeister, Deputierter von Friesland

Nachfahren von Georg Frederik (1733–1783):
- Georg Wolfgang (1766–1808)
  - Georg Frederik (1791–1868), hatte fünf Söhne
    - Ulbo
      - Georg Frederik (* 1864)
        - Georg Wolfgang Carel (* 1899)
          - Georg Frederik (* 1934)
            - Georg Wolfgang (* 1963)

          - Watze Julius (* 1936)
            - Georg Willem (* 1970)
            - Anthony Johan (* 1972)

        - Wilco Holdinga Tjalling Camstra (* 1904)
          - Georg Frederik (* 1947)
          - Willem Holdinga (* 1950)
          - Gemme Onuphrius (* 1953)

    - Ernest Louis (1827–1888)
      - Remmo (1869–1929)
        - Wilco Remmo (1917–1988)
          - Wilco Remmo (* 1948)
            - Ubbo Wilco (* 1976)
            - Ijsbrand Radinck (* 1979)
- Jan Sicco (1693–1757)
  - Wilco Holdinga Tjalling (1738–1800)
    - Johan Sicco Tjalling Camstra, Baron thoe Schwarzenberg en Hohenlandsberg (1769–1829), niederländischer Politiker, Mitglied der Provinzialstaaten von Friesland und des Rats für die Westindischen Kolonien
      - Wilco Holdinga Tjalling Camstra (* 1805), Mitglied der Provinzialstaaten von Friesland
        - Henri Lodewijk (1841–1922), Rittergutsbesitzer in Schlesien
          - Wilco Holdinga (1881–1945), deutscher Kapitänleutnant
            - Wolfgang (* 1919)

          - Bertha (1891–1993), niederländische Bildhauerin, Ehefrau des Kunstmalers Klaas Koster (1885–1969)

        - Georg Friedrich Alexander (1842–1918), preußischer Rittmeister, als Freiherr in den preußischen Adel aufgenommen
          - Wolfgang (1895–1915)

## Kuriosa

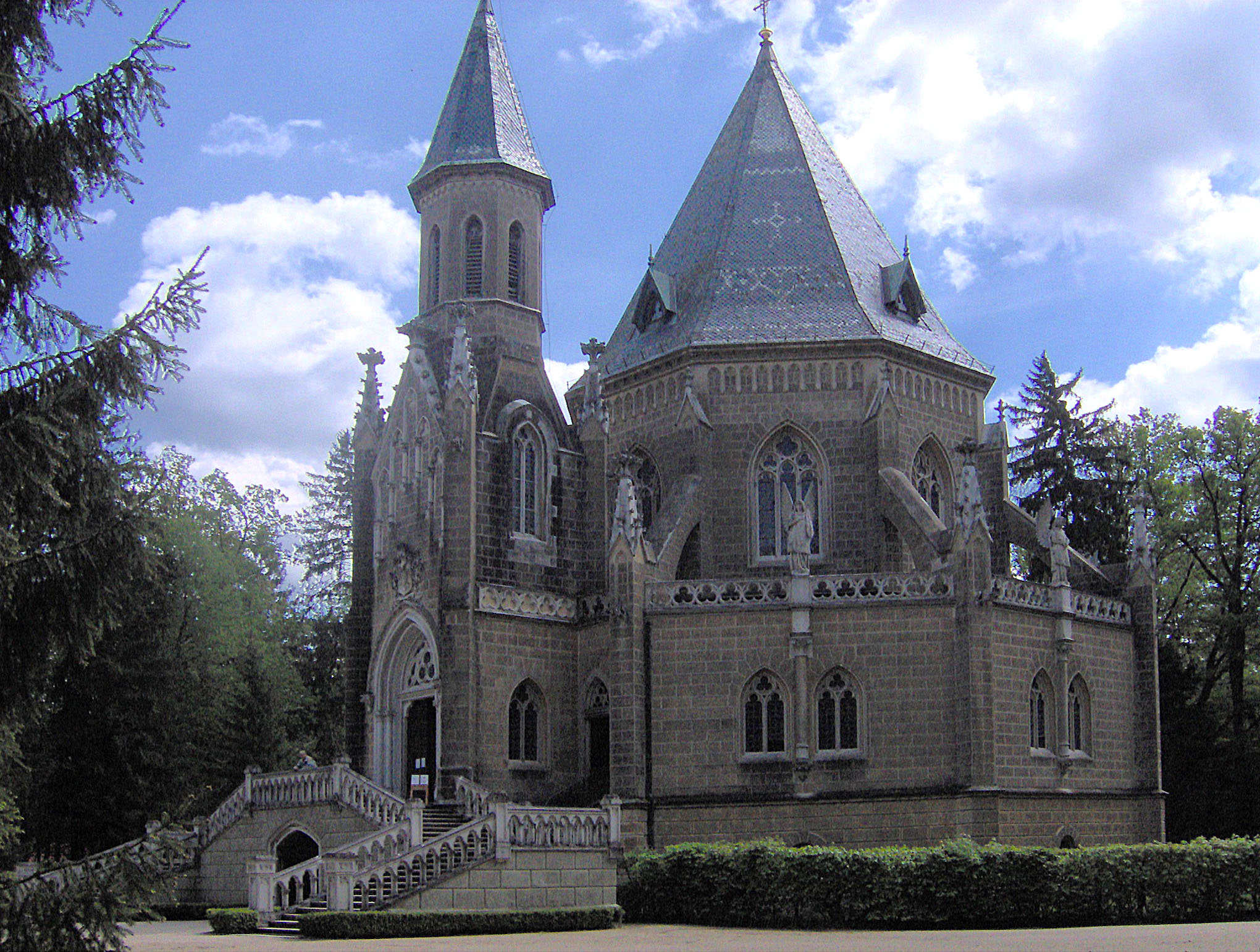
Gruftkapelle des Hauses Schwarzenberg bei Domanín u Třeboně

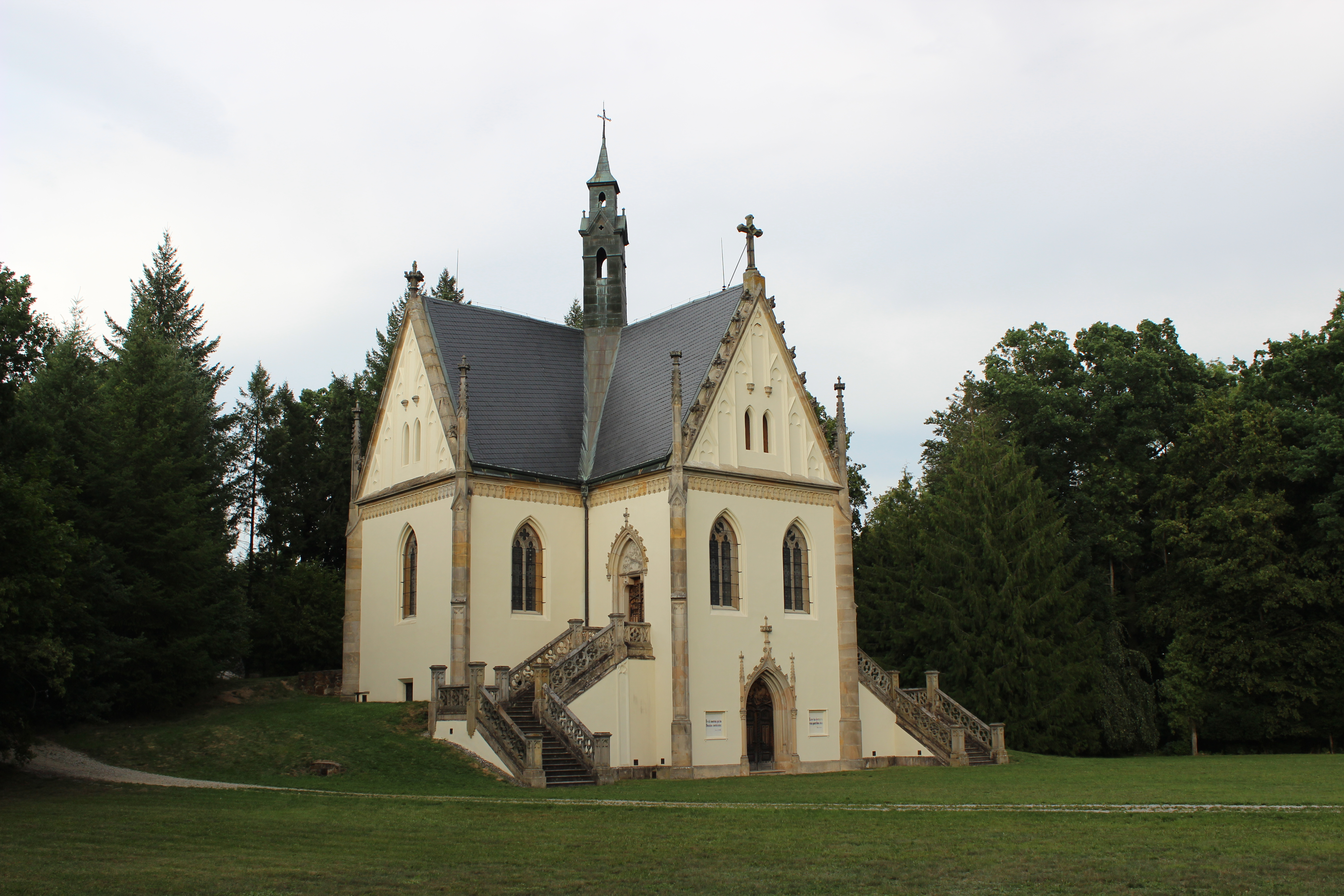
Gruftkapelle im Park von Burg Orlík, wo Karel Schwarzenberg 2023 beigesetzt wurde.

Einem regionalen Volksaberglauben zufolge soll Eleonore von Schwarzenberg (1682–1741), geborene Prinzessin Lobkowitz, als Vampir ihr Unwesen getrieben haben. Über das Leben der Gemahlin von Fürst Adam Franz wurde 2007 ein Dokumentarfilm mit dem Titel Die Vampirprinzessin für Arte und ORF produziert.